# Interstate 5
Pour les articles homonymes, voir I5 et Route 5.
L'Interstate 5 (ou I-5, en Californie du Sud The 5) est l'autoroute inter-États la plus à l'ouest des États-Unis (à l'exception de celles de l'Alaska et d'Hawaii). Son terminus nord est la frontière avec le Canada à Blaine, dans l'État de Washington. Elle se termine au sud dans le quartier San Ysidro de San Diego, près de la frontière avec le Mexique. Elle relie les principales agglomérations de la Californie (San Diego, Sacramento et Los Angeles), de l'Oregon (Medford, Eugene, Salem et Portland) et de l'État de Washington (Tacoma, Seattle et Everett).

## Histoire
Une partie importante de l'autoroute, 965 km, de Stockton (Californie) à Vancouver (Washington), suit de très près l'ancienne piste Siskiyou, qui était utilisée par les Amérindiens, puis, à partir des années 1820, par les trappeurs de la Hudson's Bay Company. Durant la seconde moitié du XIXe siècle, la voie ferrée de la Central Pacific Railroad suivait la piste. Au début du XXe siècle, les premières routes pour automobiles furent construites sur ce même tracé, dont la Pacific Highway, l'ancêtre immédiat de la U.S. Highway 99 qui est devenue, après s'être conformée aux standards du système, l'Interstate 5.

## Description du trajet

### Californie du Sud

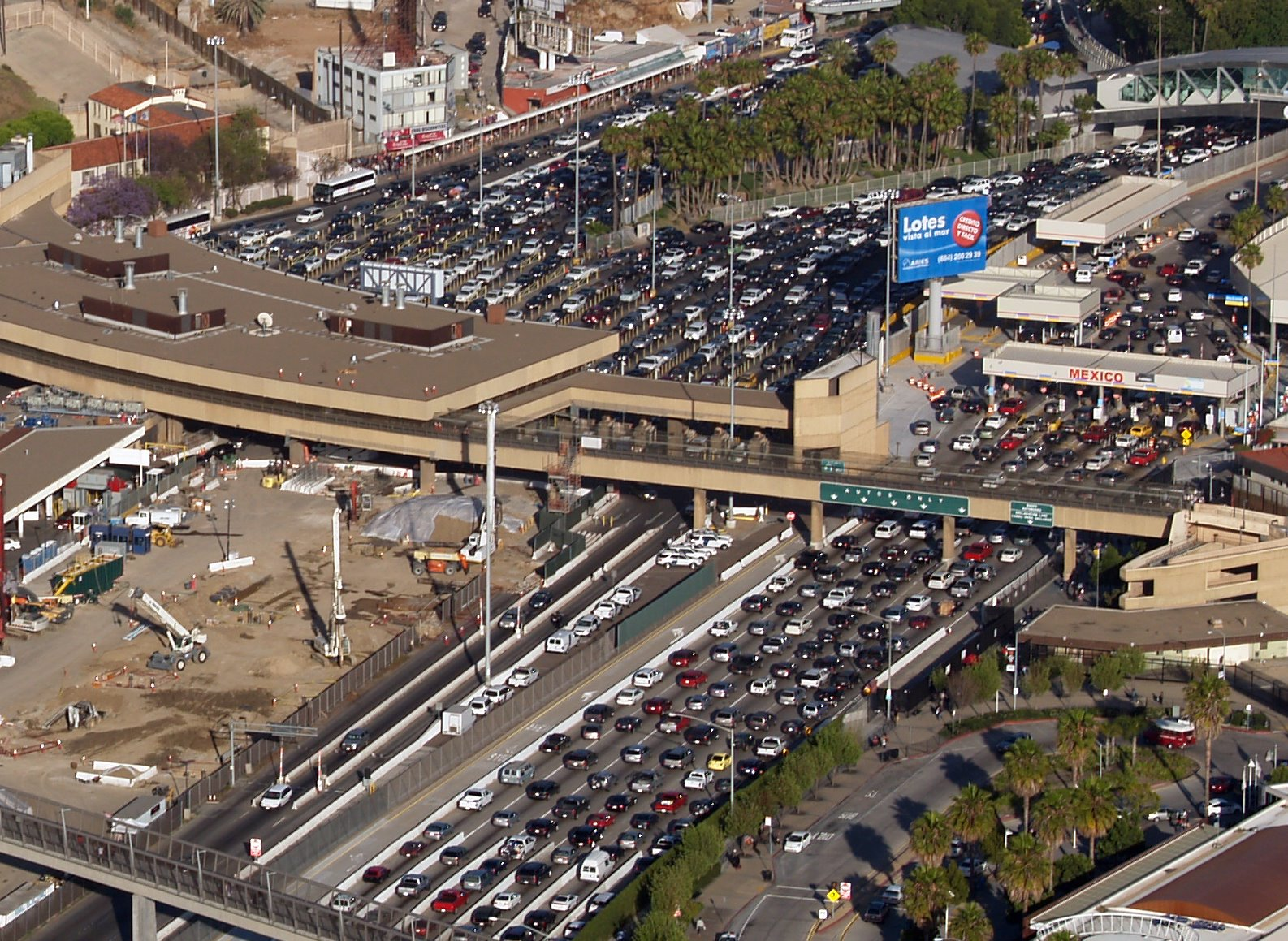
La frontière américano-mexicaine à San Ysidro, terminal sud de l'I-5.

L'Interstate 5 débute à la frontière américo-mexicaine, sous le nom de John J. Montgomery Freeway, au poste-frontière de San Ysidro, où elle rencontre l'autoroute fédérale mexicaine 1 (en). La route passe par les banlieues de National City et Chula Vista avant d'arriver au centre-ville de San Diego, point à partir duquel elle est désignée comme la San Diego Freeway. Elle suit dès lors un tracé parallèle à la côte Pacifique, traversant les banlieues nord de la ville avant de passer à travers les 45 km de la Marine Corps Base Camp Pendleton de l'US Marine Corps, dans le nord du comté de San Diego.
À Dana Point, la I-5 se dirige vers Mission Viejo et l'échangeur autoroutier El Toro Y au sud-est d'Irvine. À partir de là, l'Interstate 405 prend le surnom de San Diego Freeway tandis que l'Interstate 5 devient la Santa Ana Freeway. Elle passe alors par les principales villes et banlieue du comté d'Orange et du sud du comté de Los Angeles. Lorsqu'elle arrive au niveau de l'échangeur de East Los Angeles, à 1,6 km à l'est de Downtown Los Angeles, l'autoroute prend la désignation de Golden State Freeway, après quoi elle traverse la Vallée de San Fernando, passe le col de Newhall et les Santa Susana Mountains pour arriver dans la Vallée de Santa Clarita. Elle se dirige alors vers le nord puis passe par la Tejon Pass dans les Tehachapi Mountains. Descendant sur 19 km de 1 250 m d'altitude à 488 m au point le plus au sud de la vallée de San Joaquin, elle entre en Californie Centrale.

### Californie du Nord
Au mile 446, l'I-5 croise l'Interstate 580 ouest en direction de San Francisco. À partir de ce point, l'autoroute prend une direction Nord jusqu'à Stockton après avoir croisé l'interstate 205 près de Tracy et la California state route 120 en direction de Manteca. 45 miles au nord de Stockton, l'autoroute entre dans la ville de Sacramento, la capitale de l'état. Cette partie de l'autoroute est particulièrement achalandée car elle passe tout près du centre-ville au mile 520. L'I-5 croise ensuite l'interstate 80 en direction de San Francisco (ouest) et de Reno Nevada (Est). Tout de suite après l'échangeur I-80/I-5, l'autoroute prend une direction Ouest jusqu'à Woodland (jct avec California state route 113). 15 miles plus tard, elle croise l'interstate 505 toujours en direction de San Francisco (sortie 553). L'autoroute prend une direction Nord jusqu'à Redding après avoir traversé les villes de Williams, Willows, Orland et Red Bluff. Tout juste après Redding, l'autoroute entre dans la Shasta-Trinity National recreation Area. Dans ce parc, la I-5 est très sinueuse, c'est donc pourquoi la limite de vitesse est de seulement 60 mph (97 km/h). Plus loin, elle traverse la municipalité de Weed (mile 747). 38 miles au Nord, elle traverse la dernière grande ville de Californie, soit Yreka. 22 miles au nord, elle atteint finalement après 797 miles la frontière de l'Oregon, ce qui en fait le deuxième plus haut numéro de sortie aux États-Unis (796 en direction de Hilt), le premier étant la sortie 877 au Texas sur l'Interstate 10 près d'Orange.

### Oregon
Peu après la frontière avec la Californie, l'I-5 croise les villes d'Ashland, de Medford et de White City. Ensuite, elle prend la direction Ouest en suivant la Rogue river. Après avoir traversé la municipalité de Grant Pass, l'autoroute est très sinieuse du mile 61 au mile 120, arrivant ainsi dans la ville de Roseburg. 50 miles au Nord, elle traverse la municipalité de Cottage Grove puis la ville d'Eugene, la deuxième plus grande de l'état après Portland. L'autoroute prend alors la direction du Nord jusqu'à Salem, soit la capitale de l'état et la troisième ville en importance. 30 miles au Nord-Est, l'I5 croise l'Interstate 205, soit l'autoroute de contournement de la ville de Portland. Du mile 288 au mile 297, l'autoroute traverse les banlieues sud de Portland, soit tualitin, Lake Oswego, Garden Home et South portland. Tout juste après l'échangeur avec l'interstate 405, l'I-5 traverse la Williamette River, puis suit le centre-ville de Portland tout juste l'autre côté de la rivière, puis croise l'Interstate 84 rejoignant entre autres Portland à Salt Lake City (Utah). 9 miles au Nord, l'autoroute traverse la Columbia River, soit la frontière avec l'état de Washington.

### Washington
Après avoir traversé les municipalités de Kelso et de Chenalis, elle traverse Olympia, la capitale de l'état, à la jonction de l'US route 101. L'autoroute prend la direction nord-est jusqu'à Tacoma qu'elle traverse d'ouest en est. puis remonte vers le nord dans les banlieues sud de Seattle, soit Federal Way, Des Moines, Sea Tac et Reaton. Au Mile 163, l'autoroute croise l'Interstate 90, qui est avec près de 6000 km est la plus longue autoroute des États-Unis. Cet échangeur est le point le plus à l'Ouest de l'I-90, le point le plus à l'Est étant à Boston à la jonction de l'Interstate 93. L'Interstate 5 traverse ensuite le centre-ville de Seattle dans un tunnel puis traverse les banlieues nord de Seattle jusqu'à Everett (Shoreline et Lynnwood). Trente-cinq miles au nord d'Everett, l'autoroute traverse la municipalité de Mount Vernon. Après avoir traversé Bellinghan, l'autoroute traverse Blaine puis arrive à la frontière canadienne où l'Interstate 5 devient la British Columbia Highway 99 et continue en direction de Vancouver (Colombie-Britannique).

## Liste des sorties par état

### Californie
| Interstate 5                                                                                    |                                            |        |          |                                                                   |                                                                                     | |
| Comté                                                                                           | Municipalité                               | mi     | km       | Sortie                                                            | Intersections / Destinations                                                        | Notes |
| San Diego                                                                                       | San Diego                                  | 0,00   | 0,00     |                                                                   | Fed. 1 – Tijuana                                                                    | Terminus sud de la Montgomery Freeway; la route continue de l'autre côté de la frontière mexicaine au poste frontalier de San Ysidro comme la Route fédérale 1                           |
| San Diego                                                                                       | San Diego                                  | 0,22   | 0,35     | 1A                                                                | Camino de la Plaza                                                                  | Dernière sortie avant la frontière mexicaine (direction sud) et sortie direction nord via la station frontière SENTRI                                                                    |
| San Diego                                                                                       | San Diego                                  | 0,22   | 0,35     | 1A                                                                | I-805 nord                                                                          | Sortie direction nord et entrée direction sud; extrémité sur de l'I-805 |
| San Diego                                                                                       | San Diego                                  | 1,11   | 1,79     | 1B                                                                | Via de San Ysidro                                                                   | Pas d'entrée direction sud |
| San Diego                                                                                       | San Diego                                  | 2,22   | 3,57     | 2                                                                 | San Ysidro Boulevard, Dairy Mart Road                                               | |
| San Diego                                                                                       | San Diego                                  | 3,03   | 4,88     | 3                                                                 | SR 905 (en) est / Tocayo Avenue                                                     | Future I-905; sorties 1A-B sur SR 905 |
| San Diego                                                                                       | San Diego                                  | 3,95   | 6,36     | 4                                                                 | Coronado Avenue                                                                     | |
| San Diego                                                                                       | San Diego                                  | 4,54   | 7,31     | 5A                                                                | SR 75 (en) nord (Palm Avenue) – Imperial Beach                                      | Terminus sur de SR 75 |
| San Diego                                                                                       | Chula Vista                                | 5,31   | 8,55     | 5B                                                                | Main Street                                                                         | |
| San Diego                                                                                       | Chula Vista                                | 5,97   | 9,61     | 6                                                                 | Palomar Street                                                                      | |
| San Diego                                                                                       | Chula Vista                                | 6,72   | 10,81    | 7A                                                                | L Street                                                                            | |
| San Diego                                                                                       | Chula Vista                                | 7,21   | 11,60    | 7B                                                                | J Street, Marina Parkway                                                            | |
| San Diego                                                                                       | Chula Vista                                | 7,72   | 12,42    | 8A                                                                | H Street                                                                            | |
| San Diego                                                                                       | Chula Vista                                | 8,47   | 13,63    | 8B                                                                | E Street (CR S17)                                                                   | |
| San Diego                                                                                       | National City                              | 9,31   | 19,48    | 9                                                                 | SR 54 (en) est                                                                      | Sortie 1A-B sur la SR 54 |
| San Diego                                                                                       | National City                              | 9,95   | 16,01    | 10                                                                | Mile of Cars Way (24th Street), Bay Marina Drive                                    | |
| San Diego                                                                                       | National City                              | 10,66  | 17,16    | 11A                                                               | Harbour Drive, Civic Center Drive                                                   | |
| San Diego                                                                                       | National City                              | 11,04  | 17,77    | 1B                                                                | Plaza Boulevard, 8th Street – National City                                         | |
| San Diego                                                                                       | San Diego                                  | 11,57  | 18,62    | 12                                                                | Division Street, Main Street, National City Boulevard                               | |
| San Diego                                                                                       | San Diego                                  | 12,56  | 20,21    | 13A                                                               | SR 15 (en) nord (Escondido Freeway) – Riverside                                     | Fera partie de l'I-15; sortie 1B-C sur SR 15 |
| San Diego                                                                                       | San Diego                                  | 13,30  | 21,40    | 13B                                                               | 28th Street, National Avenue – San Diego                                            | |
| San Diego                                                                                       | San Diego                                  | 13,99  | 21,51    | 14A                                                               | SR 75 (en) sud (San Diego-Coronado Bridge) – Coronado                               | Sortie 13 sur SR 75 |
| San Diego                                                                                       | San Diego                                  | 14,03  | 22,58    | 14B                                                               | Cesar E. Chavez Parkway                                                             | Anciennement Crosby Street |
| San Diego                                                                                       | San Diego                                  | 14,65  | 23,58    | 15A                                                               | J Street vers SR 94 (en) est (M. L. King Jr. Freeway)                               | Signalisation direction nord |
| San Diego                                                                                       | San Diego                                  | 14,65  | 23,58    | 15A                                                               | Imperial Avenue                                                                     | Signalisation direction sud |
| San Diego                                                                                       | San Diego                                  | 14,95  | 24,06    | 15B                                                               | SR 94 (en) est (M. L. King Jr. Freeway)                                             | Terminus nord de Montgomery Freeway et terminus sud de San Diego Freeway; accès direction nord via sorties 15A; sortie 1A sur SR 94                                                      |
| San Diego                                                                                       | San Diego                                  | 15,32  | 24,66    | 15C                                                               | B Street, Pershing Drive                                                            | Indiquée sortie 15B direction nord |
| San Diego                                                                                       | San Diego                                  | 15,98  | 25,72    | 16A                                                               | SR 163 (en) nord / Tenth Avenue – Escondido                                         | Indiquée sortie 16 direction sud; sortie 1B sur SR 163; ancienne US 395 |
| San Diego                                                                                       | San Diego                                  | 16,22  | 26,10    | 16B                                                               | 6th Avenue – Centre-ville de San Diego                                              | Sortie direction nord, entrée direction sud |
| San Diego                                                                                       | San Diego                                  | 16,82  | 27,07    | 17                                                                | Front Street, Civic Center, 2nd Avenue                                              | Pas de sortie direction nord |
| San Diego                                                                                       | San Diego                                  | 16,82  | 27,07    | 17                                                                | Hawthorn Street – Aéroport de San Diego                                             | Pas de sortie direction sud |
| San Diego                                                                                       | San Diego                                  | 17,68  | 28,45    | 17B                                                               | Sassafras Street – Aéroport de San Diego                                            | Indiquée sortie 18A direction sud; indiquée "Rental Car Center" direction nord |
| San Diego                                                                                       | San Diego                                  | 17,68  | 28,45    | 18A                                                               | Pacific Highway                                                                     | Sortie direction nord, entrée direction sud; ancienne US 101 |
| San Diego                                                                                       | San Diego                                  | 18,19  | 29,27    | 18B                                                               | Washington Street                                                                   | Ancienne US 80 |
| San Diego                                                                                       | San Diego                                  | 18,94  | 30,48    | 19                                                                | Old Town Avenue                                                                     | Dessert le Parc historique d'État d'Old Town San Diego |
| San Diego                                                                                       | San Diego                                  | 19,97  | 32,14    | 20                                                                | Rosecrans Street                                                                    | Sortie direction sud et entrée direction nord; ancienne SR 209 sud |
| San Diego                                                                                       | San Diego                                  | 19,97  | 32,14    | 20                                                                | I-8 – Plages (en), El Centro                                                        | Pas de sortie direction sud pour l'I-8 ouest; sortie 2 sur l'I-8 |
| San Diego                                                                                       | San Diego                                  | 20,73  | 33,36    | 21                                                                | Sea World Drive, Tecolote Road                                                      | |
| San Diego                                                                                       | San Diego                                  | 22,17  | 35,68    | 22                                                                | Clairmont Drive, E. Mission Bay Drive                                               | |
| San Diego                                                                                       | San Diego                                  | 22,78  | 36,66    | 23A                                                               | Grand Avenue, Garnet Avenue                                                         | Sortie direction nord et entrée direction sud; connexion à Mission Bay Drive; Mission Bay Drive suit le tracé original de l'ancienne US 101                                              |
| San Diego                                                                                       | San Diego                                  | 23,39  | 37,64    | 23B                                                               | Balboa Avenue est                                                                   | Sortie direction sud via sortie 23; ancienne SR 274 |
| San Diego                                                                                       | San Diego                                  | 23,39  | 37,64    | 23                                                                | Balboa Avenue, Garnet Avenue                                                        | Sortie direction sud et entrée direction nord; connexion à Mission Bay Drive; Mission Bay Drive suit le tracé original de l'ancienne US 101                                              |
| San Diego                                                                                       | San Diego                                  | 25,86  | 41,62    | 26A                                                               | La Jolla Parkway ouest                                                              | Sortie direction nord, entrée direction sud |
| San Diego                                                                                       | San Diego                                  | 25,86  | 41,62    | 26B                                                               | SR 52 (en) est                                                                      | Sortie 26 direction sud; sortie 1A sur SR 52 ouest |
| San Diego                                                                                       | San Diego                                  | 26,70  | 42,97    | 27                                                                | Gilman Drive, La Jolla Colony Drive                                                 | |
| San Diego                                                                                       | San Diego                                  | 28,07  | 45,17    | 28A                                                               | Nobel Drive                                                                         | Sortie direction nord, entrée direction sud |
| San Diego                                                                                       | San Diego                                  | 28,34  | 45,61    | 28B                                                               | La Jolla Village Drive                                                              | Sortie 28 direction sud |
| San Diego                                                                                       | San Diego                                  | 29,37  | 47,27    | 29                                                                | Genesee Avenue (CR S21)                                                             | |
| San Diego                                                                                       | San Diego                                  | 30,34  | 48,83    | 30                                                                | Sorrento Valley Road                                                                | Sortie direction nord, entrée direction sud |
| San Diego                                                                                       | San Diego                                  | 30,60  | 49,25    | —                                                                 | Voie de contournement locale de l'I-5 vers SR 56 (en)                               | Terminus sud des voies de contournement locales |
| San Diego                                                                                       | San Diego                                  | 30,60  | 49,25    | 31                                                                | I-805 sud (Jacob Dekema Freeway) – Chula Vista                                      | Sortie direction sud, entrée direction nord; accès de et vers les voies régulières et de contournement; sortie 33A de l'I-805; terminus nord de l'I-805                                  |
| San Diego                                                                                       | San Diego                                  | 31,72  | 51,05    | 32                                                                | Carmel Mountain Road                                                                | Accès aux voies de contournement locales seulement |
| San Diego                                                                                       | San Diego                                  | 32,81  | 52,80    | 33A                                                               | SR 56 (en) est (Ted Williams Freeway)                                               | Accès aux voies de contournement locales seulement; sortie direction nord, entrée direction sud; accès direction sud via sortie 33                                                       |
| San Diego                                                                                       | San Diego                                  | 32,81  | 52,80    | —                                                                 | Voies de contournement locales de l'I-5 vers Carmel Mountain Road                   | |
| San Diego                                                                                       | San Diego                                  | 32,81  | 52,80    | 33B                                                               | Carmel Valley Road vers SR 56 (en) est                                              | Indiquée sortie 33 direction sud |
| San Diego                                                                                       | San Diego                                  | 34,04  | 54,78    | 34                                                                | Del Mar Heights Road                                                                | |
| San Diego                                                                                       | Limite San Diego — Solana Beach            | 38,18  | 58,23    | 36                                                                | Via de la Valle (CR S6)                                                             | |
| San Diego                                                                                       | Solana Beach                               | 37,29  | 60,01    | 37                                                                | Lomas Santa Fe Drive (CR S8)                                                        | |
| San Diego                                                                                       | Encinitas                                  | 38,53  | 62,01    | 39                                                                | Manchester Avenue                                                                   | |
| San Diego                                                                                       | Encinitas                                  | 39,74  | 63,96    | 40                                                                | Birmingham Drive                                                                    | |
| San Diego                                                                                       | Encinitas                                  | 40,51  | 65,19    | 41                                                                | Santa Fe Drive                                                                      | |
| San Diego                                                                                       | Encinitas                                  | 41,42  | 66,66    | 42                                                                | Encinitas Boulevard (CR S9)                                                         | |
| San Diego                                                                                       | Encinitas                                  | 42,62  | 68,59    | 43                                                                | Leucadia Boulevard                                                                  | |
| San Diego                                                                                       | Limite Encinitas — Carlsbad                | 43,78  | 70,78    | 44                                                                | La Costa Avenue                                                                     | |
| San Diego                                                                                       | Carlsbad                                   | 45,48  | 73,19    | 45                                                                | Poinsettia Lane, Aviara Parkway                                                     | |
| San Diego                                                                                       | Carlsbad                                   | 46,94  | 75,54    | 47                                                                | Palomar Airport Road (CR S12)                                                       | |
| San Diego                                                                                       | Carlsbad                                   | 47,89  | 77,07    | 48                                                                | Cannon Road                                                                         | |
| San Diego                                                                                       | Carlsbad                                   | 49,19  | 79,16    | 49                                                                | Tamarack Avenue                                                                     | |
| San Diego                                                                                       | Carlsbad                                   | 50,02  | 80,50    | 50                                                                | Carlsbad Village Drive — Centre-ville Carlsbad                                      | Anciennement Elm Avenue |
| San Diego                                                                                       | Carlsbad                                   | 50,59  | 81,42    | 51A                                                               | Las Flores Drive                                                                    | |
| San Diego                                                                                       | Oceanside                                  | 51,11  | 82,25    | 51B                                                               | SR 78 (en) est (Ronald Packard Freeway) / Vista Way – Escondido, Oceanside          | Indiquée sortie 51B (SR 78) et 51C (Vista Way) en direction nord; sortie 1A-B de SR 78                                                                                                   |
| San Diego                                                                                       | Oceanside                                  | 51,38  | 82,69    | 51C                                                               | Cassidy Street                                                                      | Pas de sortie direction nord |
| San Diego                                                                                       | Oceanside                                  | 52,21  | 84,02    | 52                                                                | Oceanside Boulevard                                                                 | |
| San Diego                                                                                       | Oceanside                                  | 53,12  | 85,49    | 53                                                                | Mission Avenue (SR 76 Bus.) – Oceanside                                             | Dessert la Mission San Luis Rey de Francia |
| San Diego                                                                                       | Oceanside                                  | 53,67  | 86,37    | 54A                                                               | SR 76 (en) est / Coast Highway (CR S21)                                             | Coast Highway (anciennement Hill Street) n'est pas indiquée direction sud |
| San Diego                                                                                       | Oceanside                                  | 53,84  | 86,65    | 54B                                                               | Camp Pendleton                                                                      | Signalisation direction nord |
| San Diego                                                                                       | Oceanside                                  | 53,84  | 86,65    | 54B                                                               | Coast Highway (CR S21)                                                              | Signalisation direction sud; ancienne US 101 |
| San Diego                                                                                       | Camp Pendelton South                       | 54,30  | 87,39    | 54C                                                               | Harbor Drive, Vandergrift Boulevard – Oceanside, Camp Pendleton                     | Vandergrift Boulevard non indiqué direction nord; Oceanside non indiqué direction sud |
| San Diego                                                                                       |                                            | 59,35  | 95,51    | Aire de service Aliso Creek                                       | Aire de service Aliso Creek                                                         | Aire de service Aliso Creek |
| San Diego                                                                                       |                                            | 61,99  | 99,76    | 62                                                                | Las Pulgas Road                                                                     | |
| San Diego                                                                                       |                                            | 71,30  | 114,75   | 71                                                                | Basilone Road – San Onofre                                                          | |
| Limite des comtés de San Diego – Orange                                                         | San Clemente                               | 72,19  | 116,18   | 72                                                                | Cristianitos Road                                                                   | Ancienne I-5 Bus. nord |
| Orange                                                                                          | San Clemente                               | 73,28  | 117,93   | 73                                                                | Avenida Magdalena                                                                   | Signalisation direction nord |
| Orange                                                                                          | San Clemente                               | 73,28  | 117,93   | 73                                                                | Avenida Calafia                                                                     | Signalisation direction sud |
| Orange                                                                                          | San Clemente                               | 73,91  | 118,95   | 74                                                                | El Camino Real                                                                      | Ancienne US 101; ancienne I-5 Bus. |
| Orange                                                                                          | San Clemente                               | 74,94  | 120,60   | 75                                                                | Avenida Presidio                                                                    | Pas de sortie direction sud |
| Orange                                                                                          | San Clemente                               | 74,94  | 120,60   | 75                                                                | Avenida Palizada                                                                    | Sortie direction sud, entrée direction nord; ancienne I-5 Bus. sud |
| Orange                                                                                          | San Clemente                               | 75,67  | 121,78   | 76                                                                | Avenida Pico                                                                        | |
| Orange                                                                                          | San Clemente                               | 76,56  | 123,21   | 77                                                                | Avenida Vista Hermosa                                                               | |
| Orange                                                                                          | Limite San Clemente — Dana Point           | 78,08  | 125,66   | 78                                                                | Camino de Estrella                                                                  | |
| Orange                                                                                          | Limite Dana Point — San Juan Capistrano    | 79,06  | 127,23   | 79                                                                | SR 1 (en) nord (Pacific Coast Highway) / Camino Las Ramblas – Beach Cities          | Pacific Coast Highway était anciennement US 101 Alt. |
| Orange                                                                                          | San Juan Capistrano                        |        |          | —                                                                 | Stonehill Drive                                                                     | Entrée direction nord seulement |
| Orange                                                                                          | San Juan Capistrano                        | 80,83  | 130,08   | 81                                                                | Camino Capistrano                                                                   | |
| Orange                                                                                          | San Juan Capistrano                        | 81,88  | 131,77   | 82                                                                | SR 74 (en) est (Ortega Highway) – San Juan Capistrano                               | |
| Orange                                                                                          | San Juan Capistrano                        | 83,19  | 133,88   | 83                                                                | Junipero Serra Road                                                                 | |
| Orange                                                                                          | Limite San Juan Capistrano – Mission Viejo | 84,83  | 136,52   | 85A                                                               | SR 73 (en) (San Joaquin Hills Toll Road) – Long Beach                               | Sortie direction nord, entrée direction sud |
| Orange                                                                                          | Mission Viejo                              | 85,22  | 137,15   | 85B                                                               | Avery Parkway                                                                       | Indiquée sortie 85 direction sud |
| Orange                                                                                          | Mission Viejo                              | 86,06  | 138,50   | 86                                                                | Crown Valley Parkway                                                                | |
| Orange                                                                                          | Mission Viejo                              | 87,50  | 140,82   | 88                                                                | Oso Parkway                                                                         | |
| Orange                                                                                          | Limite Mission Viejo – Laguna Hills        | 88,81  | 142,93   | 89                                                                | La Paz Road                                                                         | |
| Orange                                                                                          | Limite Mission Viejo – Laguna Hills        | 89,75  | 144,44   | 90                                                                | Alicia Parkway                                                                      | |
| Orange                                                                                          | Limite Laguna Hills – Lake Forest          | 90,97  | 146,40   | 91                                                                | El Toro Road (CR S18)                                                               | |
| Orange                                                                                          | Limite Laguna Hills – Lake Forest          | 91,78  | 147,71   | 92                                                                | Lake Forest Drive                                                                   | Indiquée sortie 92A direction nord |
| Orange                                                                                          | Irvine                                     | 92,45  | 148,72   | 92                                                                | Bake Parkway                                                                        | Indiquée sortie 92B direction sud |
| Orange                                                                                          | Irvine                                     |        |          | ♦                                                                 | I-405 nord                                                                          | Accès réservé aux HOV; sortie direction nord et entrée direction sud |
| Orange                                                                                          | Irvine                                     | 93,58  | 150,60   | 94A                                                               | I-405 nord (San Diego Freeway nord) vers SR 133 (en) sud – Long Beach               | Terminus nord de San Diego Freeway et terminus sud de Santa Ana Freeway; sortie direction nord et entrée direction sud; ancienne SR 7                                                    |
| Orange                                                                                          | Irvine                                     | 94,49  | 152,07   | 94B                                                               | Alton Parkway                                                                       | Indiquée sortie 94 en direction sud |
| Orange                                                                                          | Irvine                                     | 94,84  | 152,63   | ♦                                                                 | Barranca Parkway                                                                    | Accès réservé aux HOV; sortie direction sud et entrée direction nord |
| Orange                                                                                          | Irvine                                     | 95,47  | 153,64   | 95                                                                | SR 133 (en) sud / Barranca Parkway – Laguna Beach                                   | Sortie direction sud et entrée direction nord; sortie 10 sur la SR 133 |
| Orange                                                                                          | Irvine                                     | 96,22  | 154,85   | 96                                                                | Sand Canyon Avenue                                                                  | Indiquée sortie 96A en direction sud |
| Orange                                                                                          | Irvine                                     | 96,15  | 154,74   | 96B                                                               | SR 133 (en) nord (Eastern Toll Road) – Riverside                                    | Indiquée sortie 95 en direction nord; sortie 10A-B sur SR 133 sud |
| Orange                                                                                          | Irvine                                     | 97,27  | 156,54   | 97                                                                | Jeffrey Road                                                                        | |
| Orange                                                                                          | Irvine                                     | 98,86  | 159,10   | 99                                                                | Culver Drive                                                                        | |
| Orange                                                                                          | Limite Irvine – Tustin                     | 99,86  | 160,71   | 100                                                               | Jamboree Road vers SR 261 (en)                                                      | |
| Orange                                                                                          | Tustin                                     |        |          |                                                                   | Myford Road                                                                         | Sortie fermée dans les années 1990 avec l'expansion de l'I-5 |
| Orange                                                                                          | Tustin                                     | 100,50 | 161,74   | 101A                                                              | Tustin Ranch Road                                                                   | |
| Orange                                                                                          | Tustin                                     | 101,37 | 163,14   | 101B                                                              | Red Hill Avenue                                                                     | |
| Orange                                                                                          | Tustin                                     | 101,90 | 163,99   | 102                                                               | Newport Avenue                                                                      | Sortie direction sud, entrée direction nord |
| Orange                                                                                          | Tustin                                     | 102,54 | 165,02   | 103                                                               | SR 155 (en) (Costa Mesa Freeway) – Riverside, Anaheim, Newport Beach                | Indiquée sortie 103A (nord) et 103B (sud) en direction nord; pas de sortie en direction sud vers SR 55 nord; sorties 10B-A sur la SR 55                                                  |
| Orange                                                                                          | Santa Ana                                  | 103,18 | 166,05   | 103C                                                              | First Street, Fourth Street                                                         | Indiquée sortie 104A direction sud |
| Orange                                                                                          | Santa Ana                                  |        |          | ♦                                                                 | SR 55 (en) sud                                                                      | Accès réservé aux HOV; sortie direction sud et entrée direction nord |
| Orange                                                                                          | Santa Ana                                  |        |          | ♦                                                                 | Grand Avenue, Santa Ana Boulevard                                                   | Accès réservé aux HOV; sortie direction nord et entrée direction sud |
| Orange                                                                                          | Santa Ana                                  | 104,04 | 167,44   | 104                                                               | Grand Avenue, Santa Ana Boulevard                                                   | Indiquée sortie 104B direction sud |
| Orange                                                                                          | Santa Ana                                  | 104,74 | 168,56   | 105A                                                              | 17th Street                                                                         | |
| Orange                                                                                          | Santa Ana                                  |        |          | ♦                                                                 | Main Street                                                                         | Accès réservé aux HOV; sortie direction sud et entrée direction nord; retirée avec les améliorations de l'I-5                                                                            |
| Orange                                                                                          | Santa Ana                                  | 105,37 | 169,58   | 105B                                                              | Main Street, Broadway                                                               | Main Street au sud de l'I-5 était SR 73 sud; au nord, c'était SR 51 nord |
| Orange                                                                                          | Limite Santa Ana – Orange                  |        |          |                                                                   | Flower Street                                                                       | Sortie retirée en 1991 avec l'expansion |
| Orange                                                                                          | Limite Santa Ana – Orange                  | 106,52 | 171,43   | 106r                                                              | SR 22 (en) (Garden Grove Freeway) – Long Beach, Orange                              | Indiquée sortie 107A (est) et 107B (ouest) en direction sud; sorties 14C-D sur la SR 22 est; sorties 14B sur la SR 22 ouest; pas de sortie en direction nord pour SR 22 est              |
| Orange                                                                                          | Limite Santa Ana – Orange                  | 106,52 | 171,43   | 107A                                                              | La Veta Avenue, Bristol Street                                                      | La sortie en direction nord fait partie de la sortie 106; dessert Angel Stadium |
| Orange                                                                                          | Limite Santa Ana – Orange                  | 106,52 | 171,43   | 107A                                                              | SR 57 (en) nord (Orange Freeway) – Pomona                                           | Sortie direction nord, entrée direction sud; sortie 1A sur SR 57 |
| Orange                                                                                          | Limite Santa Ana – Orange                  |        |          | ♦                                                                 | SR 57 (en) nord                                                                     | Accès réservé aux HOV; sortie direction nord et entrée direction sud |
| Orange                                                                                          | Orange                                     | 106,52 | 171,43   | 107B                                                              | Chapman Avenue                                                                      | Sortie en direction sud via sortie 107C |
| Orange                                                                                          | Orange                                     | 107,48 | 172,97   | 107C                                                              | State College Boulevard, The City Drive                                             | State College Boulevard faisait partie de la SR 250 nord |
| Orange                                                                                          | Anaheim                                    | 107,96 | 173,74   | ♦                                                                 | Gene Autry Way, Disney Way                                                          | Accès réservé aux HOV; Disney Way non indiquée direction sud |
| Orange                                                                                          | Anaheim                                    | 108,65 | 174,86   | 109                                                               | Katella Avenue, Disney Way, Orangewood Avenue                                       | Indiquée sortie 109A en direction sud; Disnay Way non indiqué direction sud, Orangewood Avenue (ancienne SR 51 sud) non indiqué direction nord                                           |
| Orange                                                                                          | Anaheim                                    | 108,89 | 175,24   | 109B                                                              | Disney Way, Anaheim Boulevard                                                       | Sortie direction nord via sortie 109; Anaheim Boulevard était SR 72 |
| Orange                                                                                          | Anaheim                                    | 109,68 | 176,51   | 110A                                                              | Harbor Boulevard                                                                    | Indiqué sortie 110 direction nord |
| Orange                                                                                          | Anaheim                                    | 109,95 | 176,95   | 110B                                                              | Disney Land Drive, Ball Road                                                        | Sortie direction nord via sortie 110 |
| Orange                                                                                          | Anaheim                                    |        |          | ♦                                                                 | Disney Land Drive                                                                   | Accès réservé aux HOV; sortie direction sud seulement |
| Orange                                                                                          | Anaheim                                    |        |          |                                                                   | South Street, West Street                                                           | Sortie retirée durant les années 1990 pendant l'expansion de l'I-5 |
| Orange                                                                                          | Anaheim                                    | 111,23 | 179,01   | 111                                                               | Lincoln Avenue                                                                      | Ancienne SR 214 |
| Orange                                                                                          | Anaheim                                    |        |          |                                                                   | Loara Street                                                                        | Sortie retirée durant les années 1990 pendant l'expansion de l'I-5 |
| Orange                                                                                          | Anaheim                                    | 111,17 | 179,88   | 112                                                               | Euclid Street                                                                       | |
| Orange                                                                                          | Anaheim                                    |        |          |                                                                   | Crescent Avenue                                                                     | Sortie retirée durant les années 1990 pendant l'expansion de l'I-5 |
| Orange                                                                                          | Anaheim                                    | 112,79 | 181,52   | 113                                                               | Brookhurst Street, La Palma Avenue                                                  | Indiquée sortie 113A (Brookhurst Street, La Palma Avenue ouest) et 113B (La Palma Avenue est) direction nord                                                                             |
| Orange                                                                                          | Limite Anaheim – Fiullerton                | 113,78 | 183,11   | 113C                                                              | SR 91 (en) ouest (Artesia Freeway)                                                  | Sortie direction nord, entrée direction sud; sortie 24 de SR 91 est |
| Orange                                                                                          | Limite Anaheim – Fiullerton                |        |          | ♦                                                                 | SR 91 (en) ouest                                                                    | Accès réservé aux HOV; sortie direction nord, entrée direction sud |
| Orange                                                                                          | Fullerton                                  | 114,23 | 183,84   | 114A                                                              | Magnolia Avenue vers SR 91 (en) est (Riverside Freeway) – Riverside                 | Pas d'entrée direction nord; sortie direction sud indiquée Magnolia Avenue seulement; indiqué sortie 114 direction nord                                                                  |
| Orange                                                                                          | Limite Fullerton – Buena Park              | 114,38 | 184,08   | 114B                                                              | SR 91 (en) est (Riverside Freeway) – Riverside                                      | Sortie direction sud, entrée direction nord; sortie 24 de SR 91 est |
| Orange                                                                                          | Limite Fullerton – Buena Park              |        |          | ♦                                                                 | SR 91 (en) est                                                                      | Accès réservé aux HOV; sortie direction sud, entrée direction nord |
| Orange                                                                                          | Buena Park                                 |        |          | –                                                                 | Orangethorpe Avenue                                                                 | Entrée direction nord seulement |
| Orange                                                                                          | Buena Park                                 | 115,41 | 185,73   | 115                                                               | Auto Center Drive                                                                   | Anciennement Manchester Boulevard; sortie direction nord seulement; entrée direction sud retirée; ancienne US 101                                                                        |
| Orange                                                                                          | Buena Park                                 | 115,71 | 186,22   | 116                                                               | SR 39 (en) (Beach Boulevard)                                                        | |
| Orange                                                                                          | Buena Park                                 | 116,54 | 187,55   | 117                                                               | Knott Avenue, Artesia Boulevard                                                     | Ancienne SR 91 |
| Los Angeles                                                                                     | Limite La Mirada – Santa Fe Springs        | 117,87 | 189,69   | 118                                                               | Valley View Avenue                                                                  | |
| Los Angeles                                                                                     | Santa Fe Springs                           |        |          |                                                                   | Alondra Boulevard                                                                   | Fermée le 18 avril 2017 |
| Los Angeles                                                                                     | Limite Santa Fe Springs – Norwalk          | 119,07 | 191,62   | 119                                                               | Carmenita Road                                                                      | |
| Los Angeles                                                                                     | Limite Santa Fe Springs – Norwalk          | 120,10 | 193,28   | 120                                                               | Rosecrans Avenue                                                                    | Anciennement sortie 120A direction nord |
| Los Angeles                                                                                     | Norwalk                                    | 120,30 | 193,60   | 120B                                                              | Firestone Boulevard                                                                 | Fermée; était sortie direction nord, entrée direction sud; ancienne SR 42 |
| Los Angeles                                                                                     | Norwalk                                    | 120,88 | 194,54   | 121                                                               | Norwalk Boulevard, Imperial Highway                                                 | Ancienne SR 35 (Norwalk Boulevard); ancienne SR 90 (Imperial Highway) |
| Los Angeles                                                                                     | Norwalk                                    | 121,57 | 195,65   | 122                                                               | Imperial Highway, Pioneer Boulevard                                                 | Combinée avec la sortie 121 |
| Los Angeles                                                                                     | Limite Santa Fe Springs – Downey           | 123,04 | 198,01   | 123                                                               | Florence Avenue                                                                     | |
| Los Angeles                                                                                     | Limite Santa Fe Springs – Downey           | 123,51 | 198,77   | 124                                                               | I-605 (San Gabriel River Freeway)                                                   | Sortie 11 de l'I-605 |
| Los Angeles                                                                                     | Downey                                     | 124,97 | 201,12   | 125                                                               | SR 19 (en) (Lakewood Boulevard, Rosemead Boulevard)                                 | |
| Los Angeles                                                                                     | Downey                                     | 125,61 | 202,15   | 126A                                                              | Paramount Boulevard                                                                 | |
| Los Angeles                                                                                     | Limite Montebello – Commerce               | 126,36 | 203,36   | 126B                                                              | Slauson Avenue, Montebello                                                          | Pas d'entrée direction nord |
| Los Angeles                                                                                     | Limite Montebello – Commerce               | 127,54 | 205,26   | 128A                                                              | Bandini Boulevard, Garfield Avenue                                                  | |
| Los Angeles                                                                                     | Commerce                                   | 128,21 | 206,33   | 128B                                                              | Washington Boulevard                                                                | |
| Los Angeles                                                                                     | Commerce                                   | 129,46 | 208,35   | 129                                                               | Atlantic Boulevard, Eastern Avenue                                                  | Atlantic Boulevard indiqué direction nord seulement |
| Los Angeles                                                                                     | Commerce                                   | 129,71 | 208,75   | 130A                                                              | Atlantic Boulevard vers I-710 sud (Long Beach Freeway)                              | Sortie et entrée direction nord seulement |
| Los Angeles                                                                                     | Commerce                                   | 129,71 | 208,75   | 130A                                                              | Triggs Street                                                                       | Sortie et entrée direction sud seulement |
| Los Angeles                                                                                     | Commerce                                   | 130,44 | 209,92   | 130B                                                              | Eastern Avenue                                                                      | Sortie direction nord seulement |
| Los Angeles                                                                                     | Commerce                                   | 130,54 | 210,08   | 130C                                                              | I-710 nord (Long Beach Freeway) – Pasadena                                          | Sortie à gauche direction nord et entrée à gauche direction sud; sortie 18 de l'I-710 sud                                                                                                |
| Los Angeles                                                                                     | Commerce                                   | 130,54 | 210,08   | 130B                                                              | I-710 sud (Long Beach Freeway) – Long Beach                                         | Sortie direction sud et entrée direction nord; sortie 18A de l'I-710 sud |
| Los Angeles                                                                                     | East Los Angeles                           | 130,81 | 210,52   | 131A                                                              | Olympic Boulevard                                                                   | Sortie direction sud, entrée direction nord; ancienne SR 26 / SR 245 |
| Los Angeles                                                                                     | East Los Angeles                           | 131,46 | 211,56   | 131B                                                              | Ditman Avenue, Indiana Street                                                       | Indiquée sortie 131 direction nord |
| Los Angeles                                                                                     | Los Angeles                                | 131,60 | 211,79   | 132                                                               | Indiana Street, Calzona Street                                                      | |
| Los Angeles                                                                                     | Los Angeles                                | 132,86 | 213,82   | 133                                                               | Grande Vista Avenue                                                                 | Sortie direction nord, entrée direction sud via Concord Street |
| Los Angeles                                                                                     | Los Angeles                                | 133,37 | 214,64   | 134A                                                              | SR 60 (en) (Pomona Freeway) – Pomona                                                | Sortie à gauche direction sud et entrée direction nord; sorties 1A et 1E de SR 60 |
| Los Angeles                                                                                     | Los Angeles                                | 133,37 | 214,64   | 134B                                                              | Soto Street                                                                         | Indiquée sortie 134A direction sud, anciennement sortie 133A direction nord |
| Los Angeles                                                                                     | Los Angeles                                | 133,37 | 214,64   | —                                                                 | US 101 nord (Santa Ana Freeway nord) – Los Angeles                                  | L'I-5 sud fusionne avec la Santa Ana Freeway sud à l'extrémité sud de la Golden State Freeway; sortie à gauche en direction nord et entrée direction sud; accès au centre de Los Angeles |
| Los Angeles                                                                                     | Los Angeles                                | 133,41 | 214,70   | 134C                                                              | Seventh Street                                                                      | Pas de sortie direction sud; anciennement sortie 133B |
| Los Angeles                                                                                     | Los Angeles                                | 133,41 | 214,70   | 134                                                               | I-10 ouest (Santa Monica Freeway) – Santa Monica                                    | Extrémité sud du chevauchement de l'I-10; l'I-5 sud suit la sortie 16B de l'I-10 |
| Los Angeles                                                                                     | Los Angeles                                | 134,22 | 216,01   | 135A                                                              | Fourth Street                                                                       | Ancienne SR 60 |
| Los Angeles                                                                                     | Los Angeles                                | 135,11 | 217,44   | 135B                                                              | Cesar Chavez Avenue                                                                 | Sortie direction nord, entrée direction sud; anciennement Brooklyn Avenue |
| Los Angeles                                                                                     | Los Angeles                                | 135,45 | 217,99   | 135C                                                              | I-10 est (San Bernardino Freeway) – San Bernardino                                  | Extrémité nord du chevauchement de l'I-10; indiquée sortie 135B en direction sud; sortie 19B de l'I-10                                                                                   |
| Los Angeles                                                                                     | Los Angeles                                |        |          | —                                                                 | Marengo Street                                                                      | Entrée direction nord seulement |
| Los Angeles                                                                                     | Los Angeles                                | 135,45 | 217,99   | 135C                                                              | Mission Road                                                                        | Pas de sortie direction nord |
| Los Angeles                                                                                     | Los Angeles                                | 135,86 | 218,65   | 136A                                                              | Main Street                                                                         | Indiquée sortie 136 direction sud; pas de rampes d'entrée |
| Los Angeles                                                                                     | Los Angeles                                | 136,39 | 219,50   | 136B                                                              | Broadway                                                                            | Sortie direction sud fait partie de 137A |
| Los Angeles                                                                                     | Los Angeles                                | 137,10 | 220,64   | 137A                                                              | SR 110 (en) nord (Arroyo Seco Parkway) – Pasadena                                   | Indiquée sortie 137B direction nord; sortie 26B de SR 110 sud |
| Los Angeles                                                                                     | Los Angeles                                | 137,10 | 220,64   | 137                                                               | Figueroa Street                                                                     | Sortie direction nord fait partie de 137A, direction sud fait partie de 137B; rampe d'entrée directe vers I-5 sud; ancienne SR 159 / SR 163 nord                                         |
| Los Angeles                                                                                     | Los Angeles                                | 137,36 | 221,06   | 137B                                                              | SR 110 (en) sud (Arroyo Seco Parkway) – Los Angeles                                 | Sortie direction sud, entrée direction nord; sortie 26A de SR 110 nord |
| Los Angeles                                                                                     | Los Angeles                                | 138,49 | 222,88   | 138                                                               | Stadium Way                                                                         | |
| Los Angeles                                                                                     | Los Angeles                                | 139,21 | 224,04   | 139                                                               | SR 2 (en) (Glendale Freeway) – Glendale, Echo Park                                  | Indiquée sortie 139A direction nord et 139B direction sud; sortie 13 de SR 2 est et sortie 13A de SR 2 ouest                                                                             |
| Los Angeles                                                                                     | Los Angeles                                | 139,68 | 224,79   | 140A                                                              | Fletcher Drive                                                                      | Sortie direction sud, entrée direction nord; ancienne SR 2 |
| Los Angeles                                                                                     | Los Angeles                                | 140,32 | 225,82   | 140B                                                              | Glendale Boulevard                                                                  | Indiquée sortie 140 direction nord |
| Los Angeles                                                                                     | Los Angeles                                | 140,82 | 226,63   | 141A                                                              | Los Feliz Boulevard                                                                 | Indiquée sortie 141 direction sud |
| Los Angeles                                                                                     | Los Angeles                                | 140,99 | 226,90   | 141B                                                              | Griffith Park                                                                       | Sortie direction nord, entrée direction sud |
| Los Angeles                                                                                     | Los Angeles                                | 142,44 | 229,23   | 142                                                               | Colorado Street                                                                     | Ancienne SR 134 est / SR 163 sud |
| Los Angeles                                                                                     | Los Angeles                                | 143,74 | 231,33   | 144A                                                              | SR 134 (en) est (Ventura Freeway) – Glendale, Pasadena                              | Indiquée sortie 144 direction sud; sortie 5 de SR 134 ouest; sortie direction nord inclut une rampe vers Zoo Drive, qui mène au Zoo de Los Angeles                                       |
| Los Angeles                                                                                     | Los Angeles                                | 143,74 | 231,33   | 144B                                                              | SR 134 (en) ouest (Ventura Freeway) – Ventura                                       | Sortie direction nord entrée direction sud; accès direction sud via sortie 145A; sortie 5A-B de SR 134 est                                                                               |
| Los Angeles                                                                                     | Glendale                                   | 144,50 | 232,55   | 145A                                                              | Western Avenue vers SR 134 (en) ouest                                               | |
| Los Angeles                                                                                     | Glendale                                   | 145,09 | 233,50   | 145B                                                              | Alameda Avenue                                                                      | Ancienne SR 134 ouest |
| Los Angeles                                                                                     | Glendale                                   | 145,82 | 234,67   | 146A                                                              | Olive Avenue, Verdugo Avenue                                                        | |
| Los Angeles                                                                                     | Glendale                                   | 146,44 | 235,67   | 146B                                                              | Burbank Boulevard                                                                   | |
| Los Angeles                                                                                     | Glendale                                   | 147,27 | 237,01   | 147A                                                              | Scott Road                                                                          | Ancien échangeur sans entrée direction sud; fermé lors du projet d'échangeur d'Empire Avenue                                                                                             |
| Los Angeles                                                                                     | Glendale                                   | 147,30 | 237,06   | 147Bg                                                             | Lincoln Street                                                                      | Ancienne sortie direction nord et entrée direction sud; fermé lors du projet d'échangeur d'Empire Avenue                                                                                 |
| Los Angeles                                                                                     | Glendale                                   | 147,41 | 237,23   | 147                                                               | Empire Avenue, N. San Fernando Boulevard                                            | Accès à l'Aéroport Hollywood-Burbank |
| Los Angeles                                                                                     | Glendale                                   | 147,89 | 238,01   | 148                                                               | Buena Vista Street                                                                  | |
| Los Angeles                                                                                     | Los Angeles                                | 149,01 | 239,81   | 149                                                               | Hollywood Way                                                                       | Accès à l'Aéroport Hollywood-Burbank |
| Los Angeles                                                                                     | Los Angeles                                | 149,94 | 241,31   | 150A                                                              | Glenoaks Boulevard                                                                  | Sortie direction nord, entrée direction sud |
| Los Angeles                                                                                     | Los Angeles                                | 150,34 | 241,95   | 150B                                                              | Sunland Boulevard – Sun Valley                                                      | Indiquée sortie 150 direction sud |
| Los Angeles                                                                                     | Los Angeles                                | 150,94 | 242,91   | 151                                                               | Penrose Street                                                                      | Pas d'entrée direction nord |
| Los Angeles                                                                                     | Los Angeles                                | 151,65 | 244,06   | 152                                                               | Lankershim Boulevard, Tuxford Street                                                | Ancienne SR 170 |
| Los Angeles                                                                                     | Los Angeles                                | 152,60 | 245,59   | 153A                                                              | Sheldon Street                                                                      | |
| Los Angeles                                                                                     | Los Angeles                                | 153,02 | 246,26   | 153B                                                              | SR 170 (en) sud (Hollywood Freeway) – Hollywood                                     | Sortie direction sud, entrée direction nord; sortie 11B de SR 170 nord |
| Los Angeles                                                                                     | Los Angeles                                |        |          | ♦                                                                 | SR 170 (en) sud                                                                     | Accès réservé aux HOV; sortie direction sud, entrée direction nord |
| Los Angeles                                                                                     | Los Angeles                                | 153,02 | 246,26   | 153B                                                              | Branford Street                                                                     | Sortie direction nord entrée direction sud |
| Los Angeles                                                                                     | Los Angeles                                | 154,07 | 247,95   | 154                                                               | Osborne Street – Arleta                                                             | |
| Los Angeles                                                                                     | Los Angeles                                | 154,62 | 248,84   | 155A                                                              | Terra Bella Street                                                                  | Sortie direction nord entrée direction sud |
| Los Angeles                                                                                     | Los Angeles                                | 155,16 | 249,71   | 155B                                                              | Van Nuys Boulevard – Pacoima                                                        | Sortie direction nord entrée direction sud |
| Los Angeles                                                                                     | Los Angeles                                | 155,72 | 250,61   | 156A                                                              | Paxton Street                                                                       | Indiquée sortie 156B direction nord |
| Los Angeles                                                                                     | Los Angeles                                | 156,02 | 251,09   | 156B                                                              | SR 118 (en) (Ronald Reagan Freeway)                                                 | Indiquée sortie 156A direction nord; en direction sud, sortie pour SR 118 via sortie 156A; sortie 44A de SR 118                                                                          |
| Los Angeles                                                                                     | Los Angeles                                | 156,64 | 252,09   | 157A                                                              | Brand Boulevard – San Fernando                                                      | Sortie direction nord, entrée direction sud; ancienne SR 118 |
| Los Angeles                                                                                     | Los Angeles                                | 156,90 | 252,51   | 157B                                                              | San Fernando Mission Boulevard – San Fernando                                       | Indiquée sortie 157 en direction sud; ancienne US 6 sud / US 99 sud |
| Los Angeles                                                                                     | Los Angeles                                | 158,26 | 254,69   | 158                                                               | I-405 sud (San Diego Freeway) – Santa Monica                                        | Sortie direction sud, entrée direction nord; ancienne SR 7 sud |
| Los Angeles                                                                                     | Los Angeles                                | 158,26 | 254,69   | —                                                                 | I-5 pour camions sud vers I-405 sud                                                 | Route pour camions direction sud |
| Los Angeles                                                                                     | Los Angeles                                | 159,31 | 256,38   | 159                                                               | Roxford Street – Sylmar                                                             | Indiquée sortie 159A (est) et 159B (ouest) en direction nord |
| Los Angeles                                                                                     | Los Angeles                                | 160,67 | 258,57   | 161A                                                              | I-210 est (Foothill Freeway) – Pasadena                                             | Indiquée sortie 161B direction nord; sortie 1A-B de I-210 |
| Los Angeles                                                                                     | Los Angeles                                | 160,67 | 258,57   | 161A                                                              | I-5 pour camions nord vers SR 14 (en) nord                                          | Terminus sud de la voie pour camions |
| Los Angeles                                                                                     | Los Angeles                                |        |          | ♦                                                                 | SR 14 (en) nord                                                                     | Accès réservé aux HOV; sortie direction nord, entrée direction sud |
| Los Angeles                                                                                     | Los Angeles                                | 161,09 | 259,25   | 161B                                                              | Balboa Boulevard, San Fernando Road                                                 | Sortie direction sud seulement; entrée direction nord via Sierra Highway |
| Los Angeles                                                                                     | Los Angeles                                | 162,24 | 261,10   | 162                                                               | SR 14 (en) nord (Antelope Valley Freeway) – Palmdale, Lancaster                     | Terminus nord des voies HOV sur l'I-5; sortie 1A-B de SR 14; l'entrée direction sud inclut une rampe directe pour la sortie 161B                                                         |
| Los Angeles                                                                                     |                                            | 163,01 | 262,34   | 163                                                               | I-5 pour camions sud vers SR 14 (en) nord / Sierra Highway                          | Terminus nord de la voie pour camions |
| Los Angeles                                                                                     | Santa Clarita                              | 165,69 | 266,65   | 166                                                               | Calgrove Boulevard                                                                  | |
| Los Angeles                                                                                     | Santa Clarita                              | 166,99 | 268,74   | 167                                                               | Lyons Avenue, Pico Canyon Road                                                      | |
| Los Angeles                                                                                     | Santa Clarita                              | 168,10 | 270,53   | 168                                                               | McBean Parkway – Stevenson Ranch                                                    | |
| Los Angeles                                                                                     | Santa Clarita                              | 169,13 | 272,19   | 169                                                               | Valencia Boulevard – Valencia                                                       | |
| Los Angeles                                                                                     | Santa Clarita                              | 170,23 | 273,96   | 170                                                               | Magic Mountain Parkway                                                              | Ancienne SR 126 est |
| Los Angeles                                                                                     | Santa Clarita                              | 170,82 | 274,91   | 171                                                               | Rye Canyon Road                                                                     | Sortie direction sud, entrée direction nord |
| Los Angeles                                                                                     | Santa Clarita                              | 172,14 | 277,03   | 172                                                               | SR 126 (en) ouest / Newhall Ranch Road – Ventura                                    | |
| Los Angeles                                                                                     | Castaic                                    | 173,26 | 278,83   | 173                                                               | Hasley Canyon Road                                                                  | |
| Los Angeles                                                                                     | Castaic                                    | 175,67 | 282,71   | 176A                                                              | Parker Road – Castaic                                                               | Sortie direction nord, entrée direction sud |
| Los Angeles                                                                                     | Castaic                                    | 176,15 | 283,49   | 176B                                                              | Lake Hughes Road – Castaic Lake Park, Castaic                                       | Indiquée sortie 176 direction sud |
| Los Angeles                                                                                     |                                            | 182,63 | 293,91   | 183                                                               | Templin Highway                                                                     | |
| Los Angeles                                                                                     |                                            | 191,13 | 307,59   | 191                                                               | Vista del Lago Road                                                                 | |
| Los Angeles                                                                                     |                                            | 194,62 | 313,21   | 195                                                               | Smokey Bear Road                                                                    | |
| Los Angeles                                                                                     |                                            | 198,15 | 318,89   | 198A                                                              | SR 138 (en) est – Lancaster, Palmdale                                               | Sortie direction nord, entrée direction sud |
| Los Angeles                                                                                     |                                            | 198,42 | 319,33   | 198                                                               | Quail Lake Road                                                                     | Indiquée sortie 198B direction nord |
| Los Angeles                                                                                     |                                            | 198,76 | 319,87   | 199                                                               | SR 138 (en) est – Lancaster, Palmdale                                               | Sortie direction sud, entrée direction nord |
| Los Angeles                                                                                     |                                            | 202,46 | 325,83   | 202                                                               | Gorman                                                                              | |
| Limite Comté de Los Angeles – Kern                                                              | Lebec                                      | 205,23 | 330,29   | 205                                                               | Frazier Mountain Park Road                                                          | |
| Kern                                                                                            | Lebec                                      | 205,97 | 331,48   | Aire de service de Tejon Pass                                     | Aire de service de Tejon Pass                                                       | Aire de service de Tejon Pass |
| Kern                                                                                            | Lebec                                      | 206,88 | 332,94   | 207                                                               | Lebec                                                                               | |
| Kern                                                                                            | Lebec                                      | 210,29 | 338,43   | 210                                                               | Fort Tejon                                                                          | |
| Kern                                                                                            |                                            | 215,42 | 346,68   | 215                                                               | Grapevine                                                                           | |
| Kern                                                                                            | Wheeler Ridge                              | 218,79 | 352,11   | 219                                                               | Laval Road                                                                          | Indiquée sortie 219 (est) et 219B (ouest) |
| Kern                                                                                            | Wheeler Ridge                              | 221,13 | 355,87   | 221                                                               | SR 99 (en) nord (Golden State Highway) – Bakersfield, Fresno                        | Terminus sud de Westside Freeway; sortie à gauche direction nord et entrée à gauche direction sud; ancienne SR 99 nord                                                                   |
| Kern                                                                                            | Wheeler Ridge                              | 221,13 | 355,87   | —                                                                 | I-5 pour camions sud                                                                | Diversion pour camions direction sud |
| Kern                                                                                            |                                            | 224,88 | 361,91   | 225                                                               | SR 166 (en) (Maricopa Highway) – Mettler, Maricopa, Taft                            | |
| Kern                                                                                            |                                            | 228,16 | 367,19   | 228                                                               | Copus Road                                                                          | |
| Kern                                                                                            |                                            | 234,34 | 377,13   | 234                                                               | Old River Road                                                                      | |
| Kern                                                                                            |                                            | 238,76 | 384,25   | 239                                                               | SR 223 (en) est (Bear Mountain Boulevard) – Arvin                                   | |
| Kern                                                                                            |                                            | 244,06 | 392,78   | 244                                                               | SR 119 (en) (Taft Highway) – Pumpkin Center, Lamont                                 | Ancienne US 399 |
| Kern                                                                                            |                                            | 246,46 | 396,64   | 246                                                               | SR 43 (en) (Enos Lane) – Shafter, Wasco, Taft, Maricopa                             | |
| Kern                                                                                            |                                            | 252,82 | 406,87   | 253                                                               | Stockdale Highway                                                                   | |
| Kern                                                                                            | Buttonwillow                               | 257,42 | 414,28   | 257                                                               | SR 58 (en) – Buttonwillow, McKittrick, Bakersfield                                  | |
| Kern                                                                                            | Buttonwillow                               | 259,38 | 417,43   | Aire de service de Buttonwillow                                   | Aire de service de Buttonwillow                                                     | Aire de service de Buttonwillow |
| Kern                                                                                            |                                            | 261,91 | 421,50   | 262                                                               | 7th Standard Road, Rowlee Road                                                      | Sortie direction nord, entrée direction sud |
| Kern                                                                                            |                                            | 263,28 | 423,71   | 263                                                               | Buttonwillow, McKittrick                                                            | Sortie direction sud, entrée direction nord |
| Kern                                                                                            |                                            | 267,88 | 431,11   | 268                                                               | Lerdo Highway – Shafter                                                             | |
| Kern                                                                                            | Lost Hills                                 | 278,29 | 447,86   | 278                                                               | SR 46 (en) – Lost Hills, Paso Robles, Wasco                                         | Ancienne US 466 |
| Kern                                                                                            |                                            | 287,62 | 462,88   | 288                                                               | Twisselman Road                                                                     | |
| Kings                                                                                           |                                            | 304,66 | 490,30   | 305                                                               | Utica Avenue                                                                        | |
| Kings                                                                                           | Kettleman City                             | 308,90 | 497,13   | 309                                                               | SR 41 (en) (E.G. Lewis Highway) – Kettleman City, Fresno, Paso Robles               | |
| Limite de comté Kings – Fresno                                                                  | Avenal                                     | 319,25 | 513,78   | 319                                                               | SR 269 (en) (Lassen Avenue)                                                         | |
| Fresno                                                                                          |                                            | 320,45 | 515,71   | Aire de service Avenal-Coalinga                                   | Aire de service Avenal-Coalinga                                                     | Aire de service Avenal-Coalinga |
| Fresno                                                                                          |                                            | 324,52 | 522,26   | 325                                                               | Jayne Avenue vers SR 198 (en) ouest – King City, Coalinga                           | |
| Fresno                                                                                          |                                            | 333,89 | 537,34   | 334                                                               | SR 198 (en) – Lemoore, Hanford                                                      | |
| Fresno                                                                                          |                                            | 336,98 | 542,32   | 337                                                               | SR 33 (en) sud – Coalinga                                                           | Indications en direction sud; terminus sud du chevauchement avec SR 33 |
| Fresno                                                                                          |                                            | 336,98 | 542,32   | 337                                                               | SR 145 (en) nord – Kerman                                                           | Indications en direction nord; terminus sud de SR 145 |
| Fresno                                                                                          |                                            | 348,98 | 561,63   | 349                                                               | SR 33 (en) nord (Derrick Avenue) – Mendota                                          | Terminus nord du chevauchement avec SR 33 |
| Fresno                                                                                          |                                            | 357,38 | 575,15   | 357                                                               | Kamm Avenue                                                                         | |
| Fresno                                                                                          |                                            | 364,82 | 587,12   | 365                                                               | Manning Avenue                                                                      | |
| Fresno                                                                                          |                                            | 368,01 | 592,25   | 368                                                               | Panoche Road                                                                        | |
| Fresno                                                                                          |                                            | 371,77 | 598,31   | 372                                                               | Russell Avenue                                                                      | |
| Fresno                                                                                          |                                            | 379,10 | 610,10   | 379                                                               | Shields Avenue (CR J1) – Mendota                                                    | |
| Fresno                                                                                          |                                            | 384,80 | 619,28   | 385                                                               | Nees Avenue – Firebaugh                                                             | |
| Merced                                                                                          |                                            | 385,83 | 620,93   | Aire de service John Erreca                                       | Aire de service John Erreca                                                         | Aire de service John Erreca |
| Merced                                                                                          |                                            | 391,46 | 629,99   | 391                                                               | SR 165 (en) nord (Mercey Springs Road) – Los Banos                                  | |
| Merced                                                                                          |                                            | 402,76 | 648,18   | 403                                                               | SR 33 (en) / SR 152 (en) – Los Banos, Fresno, Hollister, Gilroy, San Jose, Monterey | Sortie 403A direction sud, 403B direction nord |
| Merced                                                                                          | Santa Nella                                | 407,02 | 655,04   | 407                                                               | SR 33 (en) – Santa Nella, Gustine, Gilroy                                           | |
| Merced                                                                                          |                                            | 417,57 | 672,01   | 418                                                               | SR 140 (en) est – Gustine, Merced                                                   | |
| Stanislaus                                                                                      |                                            | 423,17 | 681,03   | 423                                                               | Stuhr Road (CR J18) – Newman                                                        | |
| Stanislaus                                                                                      |                                            | 428,38 | 689,41   | 428                                                               | Fink Road – Crows Landing                                                           | |
| Stanislaus                                                                                      | Patterson                                  | 433,52 | 697,68   | 434                                                               | Diablo Grande Parkway, Sperry Avenue (CR J17) – Patterson                           | |
| Stanislaus                                                                                      |                                            | 440,73 | 709,29   | 441                                                               | Howard Road (CR J16) – Westley                                                      | |
| Stanislaus                                                                                      |                                            | 444,86 | 715,93   | Aire de service de Westley                                        | Aire de service de Westley                                                          | Aire de service de Westley |
| San Joaquin                                                                                     |                                            | 446,35 | 718,33   | 446                                                               | I-580 ouest – Tracy, San Francisco                                                  | Sortie à gauche direction nord et entrée à gauche direction sud |
| San Joaquin                                                                                     |                                            | 449,16 | 722,85   | 449                                                               | SR 132 (en) est – Modesto, San Francisco                                            | Sortie 449A (est) et sortie 449B (ouest) |
| San Joaquin                                                                                     |                                            | 452,22 | 727,78   | 452                                                               | SR 33 (en) sud (Ahern Road) – Tracy, Vernalis                                       | Ahern Road au nord de l'I-5 était anciennement SR 33 |
| San Joaquin                                                                                     |                                            | 456,78 | 735,12   | 457                                                               | Karson Road (CR J4)                                                                 | |
| San Joaquin                                                                                     |                                            | 457,52 | 736,31   | 458A                                                              | I-205 ouest – Tracy                                                                 | Sortie direction sud, entrée direction nord; ancienne US 50 ouest |
| San Joaquin                                                                                     | Lathrop                                    | 458,34 | 737,63   | 458B                                                              | I-205 ouest (Robert T. Monagan Freeway) vers I-580 – San Francisco                  | Sortie direction sud, entrée direction nord |
| San Joaquin                                                                                     | Lathrop                                    | 459,59 | 739,64   | 460                                                               | Mossdale Road, Manthey Road                                                         | |
| San Joaquin                                                                                     | Lathrop                                    | 460,55 | 741,18   | 461                                                               | SR 120 (en) est – Manteca, Sonora                                                   | Sortie 1A-B de SR 120 |
| San Joaquin                                                                                     | Lathrop                                    | 462,19 | 743,82   | 462                                                               | Louise Avenue                                                                       | |
| San Joaquin                                                                                     | Lathrop                                    | 463,24 | 745,51   | 463                                                               | Lathrop Road                                                                        | |
| San Joaquin                                                                                     | Lathrop                                    | 465,30 | 748,83   | 465                                                               | Roth Road – Sharpe Depot                                                            | |
| San Joaquin                                                                                     | French Camp                                | 466,57 | 750,87   | 467A                                                              | El Dorado Street                                                                    | Sortie direction nord, entrée direction sud; ancienne US 50 |
| San Joaquin                                                                                     | French Camp                                | 467,16 | 751,82   | 467B                                                              | Mathews Road                                                                        | Indiquée sortie 467 direction sud |
| San Joaquin                                                                                     | Stockton                                   | 468,26 | 753,59   | 468                                                               | French Camp Road (CR J9), Arch Airport Road                                         | |
| San Joaquin                                                                                     | Stockton                                   | 469,38 | 755,39   | 469                                                               | Downing Street, Carolyn Weston Boulevard                                            | |
| San Joaquin                                                                                     | Stockton                                   | 470,36 | 756,97   | 470                                                               | Eighth Street                                                                       | |
| San Joaquin                                                                                     | Stockton                                   | 471,07 | 758,11   | 471                                                               | SR 4 (en) ouest (Charter Way)                                                       | Terminus sud du multiplex avec SR 4 |
| San Joaquin                                                                                     | Stockton                                   | 471,91 | 759,47   | 472                                                               | SR 4 (en) est vers Navy Drive / SR 99 (en) – Centre-ville de Stockton               | Terminus nord du multiplex avec SR 4; dessert le Port de Stockton |
| San Joaquin                                                                                     | Stockton                                   | 472,71 | 760,75   | 473                                                               | Pershing Avenue, Oak Street, Fremont Street                                         | |
| San Joaquin                                                                                     | Stockton                                   | 473,64 | 762,25   | 474A                                                              | Monte Diablo Avenue                                                                 | |
| San Joaquin                                                                                     | Stockton                                   | 474,25 | 763,23   | 474B                                                              | Country Club Boulevard, Alpine Avenue                                               | |
| San Joaquin                                                                                     | Stockton                                   | 475,71 | 765,58   | 476                                                               | March Lane                                                                          | |
| San Joaquin                                                                                     | Stockton                                   | 477,17 | 767,93   | 477                                                               | Benjamin Holt Drive                                                                 | |
| San Joaquin                                                                                     | Stockton                                   | 478,38 | 769,88   | 478                                                               | Hammer Lane                                                                         | |
| San Joaquin                                                                                     | Stockton                                   | 481,02 | 774,13   | 481                                                               | Eight Mile Road                                                                     | |
| San Joaquin                                                                                     |                                            | 485,27 | 780,97   | 485                                                               | SR 12 (en) – Lodi, Fairfield                                                        | |
| San Joaquin                                                                                     |                                            | 487,39 | 784,38   | 487                                                               | Turner Road                                                                         | |
| San Joaquin                                                                                     |                                            | 490,43 | 789,27   | 490                                                               | Peltier Road (CR J12)                                                               | |
| San Joaquin                                                                                     |                                            | 493,33 | 793,94   | 493                                                               | Thornton, Walnut Grove (CR J11)                                                     | |
| Sacramento                                                                                      |                                            | 497,67 | 800,92   | 498                                                               | Twin Cities Road (CR E13)                                                           | |
| Sacramento                                                                                      |                                            | 504,03 | 811,16   | 504                                                               | Hood Franklin Road                                                                  | |
| Sacramento                                                                                      | Elk Grove                                  | 506,37 | 814,92   | 506                                                               | Elk Grove Boulevard (CR E12)                                                        | |
| Sacramento                                                                                      | Elk Grove                                  | 507,58 | 816,87   | 508                                                               | Laguna Boulevard                                                                    | |
| Sacramento                                                                                      | Sacramento                                 | 509,91 | 820,62   | 510                                                               | Cosumnes River Boulevard                                                            | |
| Sacramento                                                                                      | Sacramento                                 | 511,69 | 823,49   | 512                                                               | Pocket Road, Meadowview Road vers SR 160 (en) sud – Freeport                        | |
| Sacramento                                                                                      | Sacramento                                 | 512,73 | 825,16   | 513                                                               | Florin Road                                                                         | |
| Sacramento                                                                                      | Sacramento                                 | 514,19 | 827,51   | 514                                                               | 43rd Avenue                                                                         | Sortie direction sud, entrée direction nord |
| Sacramento                                                                                      | Sacramento                                 | 514,84 | 828,55   | 515                                                               | Fruitridge Road, Seamas Avenue                                                      | |
| Sacramento                                                                                      | Sacramento                                 | 516,07 | 830,53   | 516                                                               | Sutterville Road                                                                    | |
| Sacramento                                                                                      | Sacramento                                 | 518,11 | 833,82   | 518                                                               | US 50 vers SR 99 (en) sud – South Lake Tahoe, San Francisco                         | Terminus sud du multiplex avec SR 99; ancienne I-80 |
| Sacramento                                                                                      | Sacramento                                 | 518,72 | 834,80   | 519A                                                              | Q Street                                                                            | Entrée via P Street; dessert Golden 1 Center |
| Sacramento                                                                                      | Sacramento                                 | 519,34 | 835,80   | 519B                                                              | J Street – Centre-ville de Sacramento                                               | Entrée via I Street; dessert Golden 1 Center |
| Sacramento                                                                                      | Sacramento                                 | 520,19 | 837,16   | 520                                                               | Richards Boulevard                                                                  | |
| Sacramento                                                                                      | Sacramento                                 | 520,88 | 838,28   | 521A                                                              | Garden Highway                                                                      | Indiquée sortie 521 direction sud |
| Sacramento                                                                                      | Sacramento                                 | 521,51 | 839,29   | 521B                                                              | West El Camino Avenue                                                               | Sortie direction nord, entrée direction sud |
| Sacramento                                                                                      | Sacramento                                 | 522,26 | 840,50   | 522                                                               | I-80 – San Francisco, Reno                                                          | Ancienne I-880; sortie 86 de l'I-80 |
| Sacramento                                                                                      | Sacramento                                 | 523,59 | 842,64   | 524                                                               | Arena Boulevard                                                                     | |
| Sacramento                                                                                      | Sacramento                                 | 524,56 | 844,20   | 525A                                                              | Del Paso Road                                                                       | |
| Sacramento                                                                                      | Sacramento                                 | 525,45 | 845,63   | 525B                                                              | SR 99 (en) nord – Yuba City, Marysville                                             | Terminus nord du multiplex avec SR 99; sortie 306 de SR 99 |
| Sacramento                                                                                      |                                            |        |          | 527                                                               | Metro Air Parkway                                                                   | |
| Sacramento                                                                                      |                                            | 528,27 | 850,17   | 528                                                               | Aéroport International de Sacramento                                                | |
| Sacramento                                                                                      |                                            | 529,26 | 851,76   | Aire de service d'Elkhorn (direction sud seulement)               | Aire de service d'Elkhorn (direction sud seulement)                                 | Aire de service d'Elkhorn (direction sud seulement) |
| Yolo                                                                                            |                                            | 530,71 | 854,09   | 531                                                               | Road 22                                                                             | Ancienne SR 16 |
| Yolo                                                                                            | Yolo Bypass (en)                           | 530,71 | 854,09   | Chaussée Elkhorn                                                  | Chaussée Elkhorn                                                                    | Chaussée Elkhorn |
| Yolo                                                                                            | Woodland                                   | 535,72 | 862,16   | 536                                                               | Road 102 (CR E8)                                                                    | |
| Yolo                                                                                            | Woodland                                   | 537,28 | 864,67   | 537                                                               | Main Street vers SR 113 (en) sud – Woodland                                         | Sortie direction nord, entrée direction sud; ancienne SR 16 |
| Yolo                                                                                            | Woodland                                   | 537,28 | 864,67   | 537                                                               | SR 113 (en) sud – Davis                                                             | Terminus sud du multiplex avec SR 113; sortie direction sud, entrée direction nord |
| Yolo                                                                                            | Woodland                                   | 538,45 | 866,55   | 538                                                               | SR 113 (en) nord (East Street) – Yuba City                                          | Terminus nord du multiplex avec SR 113 |
| Yolo                                                                                            |                                            | 539,60 | 868,40   | 540                                                               | West Street                                                                         | |
| Yolo                                                                                            |                                            | 541,00 | 870,66   | 541                                                               | SR 16 (en) ouest – Esparto                                                          | |
| Yolo                                                                                            |                                            | 542,53 | 873,12   | 542                                                               | Yolo (Road 17)                                                                      | |
| Yolo                                                                                            |                                            | 547,81 | 881,61   | 548                                                               | Zamora (Road 13, CR E10)                                                            | |
| Yolo                                                                                            |                                            | 552,80 | 889,65   | 553                                                               | I-505 sud – Winters, San Francisco                                                  | Sortie direction sud, entrée direction nord |
| Yolo                                                                                            |                                            | 553,98 | 891,54   | 554                                                               | Road 8                                                                              | |
| Yolo                                                                                            |                                            | 555,76 | 894,41   | 556                                                               | Dunnigan (Road 6, CR E4)                                                            | |
| Yolo                                                                                            |                                            | 556,52 | 895,63   | Aire de service de Dunnigan                                       | Aire de service de Dunnigan                                                         | Aire de service de Dunnigan |
| Limite de comtés Yolo – Colusa                                                                  |                                            | 559,11 | 899,80   | 559                                                               | County Line Road                                                                    | |
| Colusa                                                                                          | Arbuckle                                   | 565,90 | 910,73   | 566                                                               | Arbuckle, College City                                                              | Pas d'entrée direction nord |
| Colusa                                                                                          | Arbuckle                                   | 566,81 | 912,19   | 567                                                               | Frontage Road – Arbuckle                                                            | Ancienne US 99W |
| Colusa                                                                                          |                                            | 569,42 | 916,39   | 569                                                               | Hahn Road                                                                           | |
| Colusa                                                                                          | Williams                                   | 575,02 | 925,40   | 575                                                               | Husted Road                                                                         | |
| Colusa                                                                                          | Williams                                   | 577,09 | 928,74   | 577                                                               | Williams (SR 20)                                                                    | |
| Colusa                                                                                          | Williams                                   | 577,83 | 929,93   | 578                                                               | SR 20 (en) – Clear Lake, Colusa                                                     | |
| Colusa                                                                                          |                                            | 583,41 | 938,91   | Aire de service Maxwell                                           | Aire de service Maxwell                                                             | Aire de service Maxwell |
| Colusa                                                                                          |                                            | 585,84 | 942,82   | 586                                                               | Maxwell Road                                                                        | |
| Colusa                                                                                          |                                            | 588,36 | 946,87   | 588                                                               | Maxwell                                                                             | Sortie direction sud, entrée direction nord; ancienne US 99W |
| Colusa                                                                                          |                                            | 590,95 | 951,04   | 591                                                               | Delevan Road                                                                        | |
| Glenn                                                                                           |                                            | 595,00 | 957,56   | 595                                                               | Road 68 – Princeton                                                                 | |
| Glenn                                                                                           | Willows                                    | 601,09 | 967,36   | 601                                                               | Road 57                                                                             | |
| Glenn                                                                                           | Willows                                    | 603,35 | 971,00   | 603                                                               | SR 162 (en) – Willows, Oroville                                                     | |
| Glenn                                                                                           |                                            | 607,38 | 977,48   | 607                                                               | Road 39 – Bayliss                                                                   | |
| Glenn                                                                                           |                                            | 608,00 | 978,48   | Aire de service de Willows                                        | Aire de service de Willows                                                          | Aire de service de Willows |
| Glenn                                                                                           |                                            | 610,28 | 982,15   | 610                                                               | Road 33 – Artois                                                                    | |
| Glenn                                                                                           |                                            | 614,30 | 988,62   | 614                                                               | Road 27                                                                             | |
| Glenn                                                                                           | Orland                                     | 618,30 | 995,06   | 618                                                               | South Street, Road 16                                                               | |
| Glenn                                                                                           | Orland                                     | 619,29 | 996,65   | 619                                                               | SR 32 (en) – Orland, Chico                                                          | |
| Glenn                                                                                           |                                            | 621,29 | 999,87   | 621                                                               | Road 7                                                                              | |
| Tehama                                                                                          |                                            | 628,00 | 1 010,67 | 628                                                               | Liberal Avenue – US 99                                                              | |
| Tehama                                                                                          | Corning                                    | 629,72 | 1 013,44 | 630                                                               | South Avenue                                                                        | |
| Tehama                                                                                          | Corning                                    | 631,21 | 1 015,83 | 631                                                               | Corning Road, Solano Street (CR A9)                                                 | |
| Tehama                                                                                          |                                            | 632,73 | 1 018,28 | Aire de service Lt. John C. Helmick                               | Aire de service Lt. John C. Helmick                                                 | Aire de service Lt. John C. Helmick |
| Tehama                                                                                          |                                            | 632,77 | 1 018,34 | 633                                                               | Finnell Avenue – Richfield                                                          | |
| Tehama                                                                                          |                                            | 636,20 | 1 023,86 | 636                                                               | Gyle Road (CR A11) – Tehama, Los Molinos                                            | |
| Tehama                                                                                          |                                            | 642,01 | 1 033,41 | 642                                                               | Flores Avenue – Proberta, Gerber                                                    | |
| Tehama                                                                                          | Red Bluff                                  | 647,10 | 1 041,41 | 647A                                                              | South Main Street                                                                   | Indiqué sortie 647 direction nord; ancienne US 99W |
| Tehama                                                                                          | Red Bluff                                  | 647,17 | 1 041,52 | 647B                                                              | Diamond Avenue                                                                      | Sortie direction sud; entrée direction nord |
| Tehama                                                                                          | Red Bluff                                  | 648,76 | 1 044,08 | 649                                                               | SR 36 (en) (Antelope Boulevard) vers SR 99 (en) – Chico                             | Ancienne US 99E |
| Tehama                                                                                          | Red Bluff                                  | 649,70 | 1 045,59 | 650                                                               | Adobe Road                                                                          | |
| Tehama                                                                                          | Red Bluff                                  | 650,61 | 1 047,06 | 651                                                               | Main Street                                                                         | Sortie direction sud, entrée direction nord; connecte avec SR 36 ouest; terminus nord de West Side Freeway                                                                               |
| Tehama                                                                                          | Red Bluff                                  | 651,78 | 1 048,94 | 652                                                               | Wilcox Golf Road                                                                    | |
| Tehama                                                                                          |                                            | 652,98 | 1 050,87 | 653                                                               | Jellys Ferry Road                                                                   | |
| Tehama                                                                                          |                                            | 655,66 | 1 055,18 | Aire de service Herbert S. Miles                                  | Aire de service Herbert S. Miles                                                    | Aire de service Herbert S. Miles |
| Tehama                                                                                          |                                            | 657,11 | 1 057,52 | 657                                                               | Auction Yard Road, Hooker Creek Road                                                | |
| Tehama                                                                                          |                                            | 659,46 | 1 061,30 | 659                                                               | Sunset Hills Drive, Auction Yard Road                                               | |
| Tehama                                                                                          |                                            | 662,27 | 1 065,82 | 662                                                               | Bowman Road / CR A17 – Cottonwood                                                   | |
| Cottonwood Creek                                                                                | Cottonwood Creek                           | 662,86 | 1 066,77 | Pont                                                              | Pont                                                                                | Pont |
| Shasta                                                                                          | Cottonwood                                 | 663,76 | 1 068,22 | 664                                                               | Gas Point Road                                                                      | |
| Shasta                                                                                          | Cottonwood                                 | 664,76 | 1 069,83 | 665                                                               | Cottonwood                                                                          | Sortie direction sud, entrée direction nord |
| Shasta                                                                                          | Anderson                                   | 666,24 | 1 072,21 | 667A                                                              | SR 273 (en) nord                                                                    | Sortie direction nord, entrée direction sud |
| Shasta                                                                                          | Anderson                                   | 667,14 | 1 073,66 | 667B                                                              | Deschutes Road, Factory Outlets Drive                                               | Indiquée sortie 667 direction sud; pas d'entrée direction sud |
| Shasta                                                                                          | Anderson                                   | 668,49 | 1 075,83 | 668                                                               | Balls Ferry Road                                                                    | Indication direction nord |
| Shasta                                                                                          | Anderson                                   | 668,49 | 1 075,83 | 668                                                               | North Street                                                                        | Indication direction sud |
| Shasta                                                                                          | Anderson                                   | 669,59 | 1 077,60 | 670                                                               | Riverside Avenue                                                                    | |
| Shasta                                                                                          |                                            | 672,62 | 1 082,48 | 673                                                               | Knighton Road – Aéroport de Redding                                                 | |
| Shasta                                                                                          | Redding                                    | 675,00 | 1 086,31 | 675                                                               | S. Bonnyview Road, Chrun Creek Road                                                 | |
| Shasta                                                                                          | Redding                                    | 677,31 | 1 090,02 | 677                                                               | Cypress Avenue                                                                      | |
| Shasta                                                                                          | Redding                                    | 678,30 | 1 091,62 | 678                                                               | SR 44 (en) – Eureka, Parc National de Lassen                                        | Indiquée sortie 678A (est) et 678 B (ouest) en direction sud; sortie 2A-B de SR 44; sortie en direction nord vers SR 44 est donne accès à Hilltop Drive                                  |
| Shasta                                                                                          | Redding                                    | 680,17 | 1 094,63 | 680                                                               | SR 299 (en) (Lake Boulevard)                                                        | |
| Shasta                                                                                          | Redding                                    | 680,92 | 1 095,83 | 681A                                                              | Thin View Boulevard                                                                 | Indiquée sortie 681 direction nord |
| Shasta                                                                                          | Redding                                    | 681,33 | 1 096,49 | 681B                                                              | SR 273 (en) (Market Street)                                                         | Sortie direction sud, entrée direction nord |
| Shasta                                                                                          | Redding                                    | 682,25 | 1 097,97 | 682                                                               | Oasis Road                                                                          | |
| Shasta                                                                                          | Shasta Lake                                | 683,85 | 1 100,55 | 684                                                               | Pine Grove Avenue                                                                   | |
| Shasta                                                                                          | Shasta Lake                                | 684,99 | 1 102,38 | 685                                                               | SR 151 (en) (Shasta Dam Boulevard)                                                  | |
| Shasta                                                                                          | Shasta Lake                                | 686,93 | 1 105,51 | 687                                                               | Wonderland Boulevard – Mountain Gate                                                | |
| Shasta                                                                                          |                                            | 688,89 | 1 108,66 | 689                                                               | Fawndale Road, Wonderland Boulevard                                                 | |
| Shasta                                                                                          |                                            | 690,48 | 1 111,22 | 690                                                               | Bridge Bay Road                                                                     | |
| Shasta                                                                                          |                                            | 690,56 | 1 111,35 | Pont de Pit River (en) sur le Lac Shasta                          | Pont de Pit River (en) sur le Lac Shasta                                            | Pont de Pit River (en) sur le Lac Shasta |
| Shasta                                                                                          |                                            | 692,17 | 1 113,94 | 692                                                               | Thurntable Bay Road                                                                 | |
| Shasta                                                                                          |                                            | 693,45 | 1 116,00 | 693                                                               | Packers Bay Road                                                                    | Sortie direction sud, entrée direction nord |
| Shasta                                                                                          |                                            | 693,88 | 1 116,69 | Aire de service O'Brien (Direction nord seulement)                | Aire de service O'Brien (Direction nord seulement)                                  | Aire de service O'Brien (Direction nord seulement) |
| Shasta                                                                                          |                                            | 695,01 | 1 118,51 | 695                                                               | Shasta Caverns Road – O'Brien                                                       | |
| Shasta                                                                                          |                                            | 698,18 | 1 123,61 | 698                                                               | Gilman Road, Salt Creek Road                                                        | |
| Shasta                                                                                          | Lakehead-Lakeshore                         | 702,40 | 1 130,40 | 702                                                               | Lakeshore Drive, Antlers Road                                                       | |
| Shasta                                                                                          | Lakehead-Lakeshore                         | 703,66 | 1 132,43 | 704                                                               | Riverview Drive – Lakehead                                                          | |
| Shasta                                                                                          | Lakehead-Lakeshore                         | 704,50 | 1 133,78 | Aire de service de Lakehead (Direction sud seulement)             | Aire de service de Lakehead (Direction sud seulement)                               | Aire de service de Lakehead (Direction sud seulement) |
| Shasta                                                                                          |                                            | 707,11 | 1 137,98 | 707                                                               | Vollmers, Delta (Delta School Road)                                                 | |
| Shasta                                                                                          |                                            | 710,31 | 1 143,13 | 710                                                               | Slate Creek Road – La Moine                                                         | |
| Shasta                                                                                          |                                            | 711,97 | 1 145,80 | 712                                                               | Pollard Flat                                                                        | |
| Shasta                                                                                          |                                            | 713,76 | 1 148,69 | 714                                                               | Gibson Road                                                                         | |
| Shasta                                                                                          |                                            | 718,27 | 1 155,94 | 718                                                               | Sims Road                                                                           | |
| Shasta                                                                                          |                                            | 720,21 | 1 159,07 | 720                                                               | Flume Creek Road                                                                    | |
| Shasta                                                                                          |                                            | 721,37 | 1 160,93 | 721                                                               | Conant Road                                                                         | |
| Shasta                                                                                          |                                            | 722,61 | 1 162,93 | 723                                                               | Sweetbrier Avenue                                                                   | |
| Shasta                                                                                          |                                            | 724,44 | 1 165,87 | 724                                                               | Castella                                                                            | |
| Shasta                                                                                          |                                            | 726,27 | 1 168,82 | 726                                                               | Soda Creek Road                                                                     | |
| Shasta                                                                                          |                                            | 726,86 | 1 169,77 | 727                                                               | Crag View Drive                                                                     | Entrée direction nord seulement |
| Shasta                                                                                          |                                            | 727,70 | 1 171,12 | 728                                                               | Railroad Park Road, Crag View Drive                                                 | |
| Siskiyou                                                                                        |                                            | 728,57 | 1 172,52 | 729                                                               | Dunsmuir Avenue                                                                     | |
| Siskiyou                                                                                        | Dunsmuir                                   | 730,39 | 1 175,45 | 730                                                               | Dunsmuir Avenue                                                                     | Indication direction nord |
| Siskiyou                                                                                        | Dunsmuir                                   | 730,39 | 1 175,45 | 730                                                               | Centre-ville de Dunsmuir                                                            | Indication direction sud |
| Siskiyou                                                                                        | Dunsmuir                                   | 731,72 | 1 177,59 | 732                                                               | Dunsmuir Avenue, Siskiyou Avenue                                                    | |
| Siskiyou                                                                                        | Dunsmuir                                   | 733,78 | 1 180,90 | 734                                                               | Mott Road                                                                           | |
| Siskiyou                                                                                        |                                            | 736,36 | 1 185,06 | 736                                                               | SR 89 (en) – McCloud, Reno                                                          | |
| Siskiyou                                                                                        |                                            | 736,70 | 1 185,60 | 737                                                               | S. Mount Shasta Boulevard                                                           | Sortie direction nord, entrée direction sud |
| Siskiyou                                                                                        | Mount Shasta                               | 738,37 | 1 188,29 | 738                                                               | W. Lake Street (CR A10)                                                             | |
| Siskiyou                                                                                        | Mount Shasta                               | 739,94 | 1 190,82 | 740                                                               | N. Mount Shasta Boulevard                                                           | Sortie direction sud, entrée direction nord |
| Siskiyou                                                                                        | Mount Shasta                               | 741,06 | 1 192,62 | 741                                                               | Abrams Lake Road                                                                    | |
| Siskiyou                                                                                        |                                            | 743,22 | 1 196,10 | 743                                                               | Summit Drive, Truck Village Drive                                                   | |
| Siskiyou                                                                                        | Weed                                       | 745,32 | 1 199,48 | 745                                                               | Vista Drive                                                                         | |
| Siskiyou                                                                                        | Weed                                       | 746,95 | 1 202,10 | 747                                                               | US 97 (S. Weed Boulevard) – Klamath Falls                                           | |
| Siskiyou                                                                                        | Weed                                       | 747,74 | 1 203,37 | 748                                                               | SR 265 (en) (N. Weed Boulevard)                                                     | |
| Siskiyou                                                                                        |                                            | 750,54 | 1 207,88 | 751                                                               | Stewart Springs Road – Edgewood, Gazelle                                            | |
| Siskiyou                                                                                        |                                            | 753,43 | 1 212,53 | 753                                                               | Weed Airport Road                                                                   | |
| Siskiyou                                                                                        |                                            | 758,72 | 1 221,04 | 759                                                               | Louie Road                                                                          | |
| Siskiyou                                                                                        | Grenada                                    | 765,75 | 1 232,36 | 766                                                               | Montague, Grenada, Gazelle (CR A12)                                                 | |
| Siskiyou                                                                                        |                                            | 770,05 | 1 239,28 | 770                                                               | Easy Street, Shamrock Road                                                          | |
| Siskiyou                                                                                        | Yreka                                      | 773,10 | 1 244,18 | 773                                                               | vers SR 3 (en) – Yreka, Fort Jones, Etna                                            | |
| Siskiyou                                                                                        | Yreka                                      | 775,04 | 1 247,31 | 775                                                               | Centre-ville d'Yreka                                                                | Indication direction nord |
| Siskiyou                                                                                        | Yreka                                      | 775,04 | 1 247,31 | 775                                                               | Miner Street, N. Foothill Drive                                                     | Indication direction sud |
| Siskiyou                                                                                        | Yreka                                      | 775,72 | 1 248,40 | 776                                                               | SR 3 (en) – Montague                                                                | |
| Siskiyou                                                                                        |                                            | 785,81 | 1 264,64 | 786                                                               | SR 96 (en) ouest (Klamath River Highway) – Willow Creek                             | Dessert l'aire de service Randolf Collier |
| Siskiyou                                                                                        | Hornbrook                                  | 789,03 | 1 269,82 | 789                                                               | Henley, Hornbrook (CR A28)                                                          | |
| Siskiyou                                                                                        | Hornbrook                                  | 790,40 | 1 272,03 | 790                                                               | Hornbrook Highway, Ditch Creek Road                                                 | |
| Siskiyou                                                                                        |                                            | 790,32 | 1 271,90 | Station d'inspection pour l'agriculture (Direction sud seulement) | Station d'inspection pour l'agriculture (Direction sud seulement)                   | Station d'inspection pour l'agriculture (Direction sud seulement) |
| Siskiyou                                                                                        |                                            | 793,00 | 1 276,21 | 793                                                               | Bailey Hill Road                                                                    | |
| Siskiyou                                                                                        |                                            | 795,81 | 1 280,73 | 796                                                               | Hilt                                                                                | |
| Siskiyou                                                                                        |                                            | 796,77 | 1 282,28 |                                                                   | I-5 nord – Medford, Portland                                                        | Continue en Oregon |
| - Terminus de multiplex - Péage - Accès incomplet - Transition de route - Accès réservé aux HOV |                                            |        |          |                                                                   |                                                                                     | |

### Oregon
| Interstate 5                              |                             |        |        |                                                                 | | |
| Comté                                     | Municipalité                | mi     | km     | Sortie                                                          | Intersections / Destinations                                                                       | Notes |
| Jackson                                   |                             | 0,00   | 0,00   | —                                                               | I-5 sud – Yreka, Redding                                                                           | Continue en Californie |
| Jackson                                   |                             | 0,74   | 1,19   | 1                                                               | Sommet Siskiyou                                                                                    | Sortie direction nord, entrée direction sud; OR 273 (non indiquée)                                                                                          |
| Jackson                                   |                             | 4,30   | 6,92   | Sommet Siskiyou; point culminant de l'I-5 à 4 310 ft (1 310 m). | Sommet Siskiyou; point culminant de l'I-5 à 4 310 ft (1 310 m).                                    | Sommet Siskiyou; point culminant de l'I-5 à 4 310 ft (1 310 m).                                                                                             |
| Jackson                                   |                             | 5,36   | 8,63   | 6                                                               | Mont Ashland                                                                                       | |
| Jackson                                   |                             | 11,62  | 18,70  | 11                                                              | OR 99 (en) nord (Siskiyou Boulevard) – Ashland                                                     | Sortie direction nord, entrée direction sud |
| Jackson                                   | Ashland                     | 14,20  | 22,85  | 14                                                              | OR 66 (en) – Ashland, Klamath Falls                                                                | |
| Jackson                                   |                             | 19,14  | 30,80  | 19                                                              | Valley View Road – Ashland                                                                         | Indication en direction nord seulement |
| Jackson                                   | Talent                      | 21,22  | 34,15  | 21                                                              | Talent                                                                                             | |
| Jackson                                   | Phoenix                     | 24,42  | 39,30  | 24                                                              | Phoenix                                                                                            | |
| Jackson                                   | Medford                     | 27,24  | 43,84  | 27                                                              | vers OR 99 (en) – South Medford                                                                    | |
| Jackson                                   | Medford                     | 30,32  | 48,80  | 30                                                              | OR 62 (en) est (Crater Lake Highway) vers OR 238 (en) – North Medford, Crater Lake                 | Entrée et sortie direction nord |
| Jackson                                   | Medford                     | 30,32  | 48,80  | 30                                                              | OR 62 (en) est (Crater Lake Highway) – Medford, Klamath Falls                                      | Entrée et sortie direction sud |
| Jackson                                   | Central Point               | 32,78  | 52,75  | 33                                                              | Central Point, Eagle Point                                                                         | |
| Jackson                                   |                             | 35,51  | 57,15  | 35                                                              | OR 99 (en) (Blackwell Road) – Central Point                                                        | |
| Jackson                                   |                             | 40,86  | 65,76  | 40                                                              | OR 99 (en) (Rogue Umpqua Scenic Byway / Blackwell Road) vers OR 234 (en)                           | Entrée et sortie direction nord |
| Jackson                                   |                             | 40,86  | 65,76  | 40                                                              | Gold Hill                                                                                          | Entrée et sortie direction sud |
| Jackson                                   |                             | 43,80  | 70,49  | 43                                                              | OR 99 (en) (Rogue River Route) / OR 234 (en) – Gold Hill, Crater Lake                              | |
| Jackson                                   |                             | 45,48  | 73,19  | 45A                                                             | OR 99 (en) (Rogue River Route)                                                                     | |
| Jackson                                   |                             | 45,75  | 73,63  | 45B                                                             | Parc national de la Valley of the Rogue (en)                                                       | |
| Jackson                                   | Rogue River                 | 48,85  | 78,62  | 48                                                              | Ville de Rogue River                                                                               | |
| Josephine                                 | Grants Pass                 | 55,81  | 89,82  | 55                                                              | US 199 sud (Redwood Highway) – South Grants Pass                                                   | |
| Josephine                                 | Grants Pass                 | 57,96  | 93,28  | 58                                                              | OR 99 (en) sud vers US 199 (Redwood Highway) – Centre-ville de Grants Pass                         | Terminus sud du multiplex avec OR 99 |
| Josephine                                 |                             | 61,47  | 98,93  | 61                                                              | Merlin                                                                                             | |
| Josephine                                 |                             | 66,31  | 106,72 | 66                                                              | Hugo                                                                                               | |
| Josephine                                 |                             | 69,11  | 111,22 | Sommet de Sexton Mountain Pass, élévation 1 960 ft (600 m)      | Sommet de Sexton Mountain Pass, élévation 1 960 ft (600 m)                                         | Sommet de Sexton Mountain Pass, élévation 1 960 ft (600 m)                                                                                                  |
| Josephine                                 |                             | 71,42  | 114,94 | 71                                                              | Sunny Valley                                                                                       | |
| Josephine                                 |                             | 73,84  | 118,83 | Sommet de Smuth Hill, élévation 1 730 ft (530 m)                | Sommet de Smuth Hill, élévation 1 730 ft (530 m)                                                   | Sommet de Smuth Hill, élévation 1 730 ft (530 m) |
| Josephine                                 | Wolf Creek                  | 75,82  | 122,02 | 76                                                              | Wolf Creek                                                                                         | |
| Josephine                                 |                             | 78,46  | 126,27 | 78                                                              | Speaker Road                                                                                       | Sortie direction sud, entrée direction nord |
| Josephine                                 |                             | 79,81  | 128,44 | Sommet de Stage Road Pass, élévation 1 830 ft (560 m)           | Sommet de Stage Road Pass, élévation 1 830 ft (560 m)                                              | Sommet de Stage Road Pass, élévation 1 830 ft (560 m) |
| Douglas                                   |                             | 80,79  | 130,02 | 80                                                              | Glendale                                                                                           | |
| Douglas                                   |                             | 83,28  | 134,03 | 83                                                              | Barton Road                                                                                        | Sortie direction sud, entrée direction nord |
| Douglas                                   | Quines Creek                | 86,13  | 138,61 | 86                                                              | Quines Creek Road / Barton Road                                                                    | Barton Road n'apparaît qu'en direction sud |
| Douglas                                   |                             | 88,12  | 141,82 | 88                                                              | Azalea, Galesville Reservoir                                                                       | |
| Douglas                                   |                             | 90,19  | 145,15 | Sommet de Canyon Creek Pass, élévation 2 020 ft (620 m)         | Sommet de Canyon Creek Pass, élévation 2 020 ft (620 m)                                            | Sommet de Canyon Creek Pass, élévation 2 020 ft (620 m) |
| Douglas                                   |                             | 95,81  | 154,19 | 95                                                              | Canyon Creek                                                                                       | |
| Douglas                                   | Canyonville                 | 98,27  | 158,15 | 98                                                              | Canyonville, Days Creek                                                                            | |
| Douglas                                   |                             | 99,51  | 160,15 | 99                                                              | North Canyonville, Stanton Park (direction nord), Crater Lake (direction sud)                      | |
| Douglas                                   |                             | 101,05 | 162,62 | 101                                                             | Riddle, Stanton Park                                                                               | Stanton Park n'apparaît qu'en direction sud |
| Douglas                                   |                             | 101,89 | 163,98 | 102                                                             | Gazley Road                                                                                        | |
| Douglas                                   | Tri-City                    | 103,94 | 167,28 | 103                                                             | Tri-City, Riddle                                                                                   | |
| Douglas                                   | Myrtle Creek                | 106,70 | 171,72 | 106                                                             | Tri-City, Myrtle Creek                                                                             | Indication direction nord |
| Douglas                                   | Myrtle Creek                | 106,70 | 171,72 | 106                                                             | Weaver Road                                                                                        | Indication direction sud |
| Douglas                                   | Myrtle Creek                | 107,98 | 173,78 | 108                                                             | Myrtle Creek                                                                                       | |
| Douglas                                   |                             | 110,35 | 177,59 | 110                                                             | Boomer Hill Road                                                                                   | |
| Douglas                                   |                             | 112,12 | 180,44 | 112                                                             | OR 99 (en) nord vers OR 42 (en) ouest – Dillard, Coos Bay, Winston                                 | OR 99 et OR 42 n'apparaissent qu'en direction nord; Winston n'apparaît qu'en direction sud; terminus nord du chevauchement avec OR 99                       |
| Douglas                                   |                             | 113,43 | 182,55 | 113                                                             | Clarks Branch Road – Round Prairie                                                                 | |
| Douglas                                   | Green                       | 119,50 | 192,32 | 119                                                             | OR 42 (en) ouest vers OR 99 (en) – Coos Bay, Winston                                               | |
| Douglas                                   |                             | 120,48 | 193,89 | 120                                                             | OR 99 (en) nord – South Roseburg                                                                   | Sortie direction nord seulement |
| Douglas                                   |                             | 120,48 | 193,89 | 120                                                             | Green District, Roseburg                                                                           | Sortie et entrée direction sud |
| Douglas                                   |                             | 121,68 | 195,82 | 121                                                             | McLain Avenue                                                                                      | |
| Douglas                                   |                             | 123,00 | 197,95 | 123                                                             | Douglas County Fairgrounds, Umpqua Park                                                            | |
| Douglas                                   | Roseburg                    | 124,13 | 199,77 | 124                                                             | OR 138 (en) est – Centre-ville de Roseburg, Diamond Lake                                           | Terminus sud du multiplex avec OR 138 |
| Douglas                                   | Roseburg                    | 125,07 | 201,28 | 125                                                             | Garden Valley Boulevard – Roseburg                                                                 | |
| Douglas                                   | Roseburg                    | 126,51 | 203,60 | 127                                                             | Edenbower Boulevard – North Roseburg                                                               | |
| Douglas                                   |                             | 129,45 | 208,33 | 129                                                             | Winchester                                                                                         | Indication direction nord |
| Douglas                                   |                             | 129,45 | 208,33 | 129                                                             | Wilbur                                                                                             | Indication direction sud |
| Douglas                                   | Sutherlin                   | 135,13 | 217,47 | 135                                                             | Sutherlin, Wilbur                                                                                  | |
| Douglas                                   | Sutherlin                   | 136,51 | 219,69 | 136                                                             | OR 138 (en) ouest – Sutherlin, Elkton                                                              | Terminus nord du multiplex avec OR 138 |
| Douglas                                   |                             | 138,29 | 222,56 | 138                                                             | Oakland                                                                                            | Sortie direction nord, entrée direction sud |
| Douglas                                   |                             | 140,53 | 226,16 | 140                                                             | OR 99 (en) sud – Oakland                                                                           | Terminus sud du multiplex avec OR 99; sortie direction sud, entrée direction nord                                                                           |
| Douglas                                   |                             | 142,17 | 228,80 | 142                                                             | Metz Hill                                                                                          | |
| Douglas                                   |                             | 146,24 | 235,35 | 146                                                             | Rice Valley                                                                                        | |
| Douglas                                   | Rice Hill                   | 148,40 | 238,83 | 148                                                             | Rice Hill                                                                                          | |
| Douglas                                   |                             | 150,32 | 241,92 | 150                                                             | OR 99 (en) nord vers OR 38 (en) – Yoncalla, Drain                                                  | Terminus nord du multiplex avec OR 99 |
| Douglas                                   |                             | 154,36 | 248,42 | 154                                                             | Scottsvalley, Eklhead                                                                              | |
| Douglas                                   |                             | 159,27 | 256,52 | 159                                                             | Cox Road – Elk Creek                                                                               | |
| Douglas                                   |                             | 160,13 | 257,70 | 160                                                             | Salt Springs Road                                                                                  | |
| Douglas                                   |                             | 161,70 | 260,23 | 161                                                             | Anlauf, Lorane                                                                                     | Sortie direction nord seulement |
| Douglas                                   |                             | 162,35 | 261,28 | 162                                                             | OR 38 (en) ouest / OR 99 (en) sud – Drain, Elkton                                                  | Terminus sud du multiplex avec OR 99 |
| Douglas                                   |                             | 163,43 | 263,02 | 163                                                             | Curtin, Lorane                                                                                     | |
| Lane                                      |                             | 168,36 | 270,95 | 170                                                             | OR 99 (en) nord – Cottage Grove                                                                    | Terminus nord du multiplex avec OR 99; sortie direction nord, entrée direction sud                                                                          |
| Lane                                      |                             | 172,23 | 277,18 | 172                                                             | Sixth Street – Cottage Grove Lake                                                                  | Sortie direction sud, entrée direction nord |
| Lane                                      | Cottage Grove               | 174,73 | 281,20 | 174                                                             | Cottage Grove, Dorena Lake                                                                         | |
| Lane                                      |                             | 176,75 | 284,45 | 176                                                             | Saginaw                                                                                            | |
| Lane                                      | Creswell                    | 182,82 | 294,22 | 182                                                             | OR 222 (en) – Creswell                                                                             | |
| Lane                                      |                             | 186,42 | 300,01 | 186                                                             | Dillard Road – Goshen                                                                              | Sortie direction nord seulement |
| Lane                                      |                             | 188,33 | 303,09 | 188A                                                            | OR 58 (en) est (Willamette Highway) – Oakridge, Klamath Falls                                      | Indiquée sortie 188 direction sud; OR 99 n'apparaît qu'en direction nord Klamath Falls n'apparaît qu'en direction sud; terminus sur du multiplex avec OR 99 |
| Lane                                      |                             | 188,65 | 303,60 | 188B                                                            | OR 99 (en) sud – Goshen                                                                            | Indiquée sortie 188 direction sud; OR 99 n'apparaît qu'en direction nord Klamath Falls n'apparaît qu'en direction sud; terminus sur du multiplex avec OR 99 |
| Lane                                      |                             | 189,64 | 305,20 | 189                                                             | OR 225 (en) / 30th Avenue – South Eugene                                                           | |
| Lane                                      | Limite Springfield – Eugene | 191,97 | 308,95 | 191                                                             | Glenwood Boulevard vers OR 126 (en) est – Centre-ville de Springfield                              | OR 26 n'apparaît qu'en direction nord |
| Lane                                      | Limite Springfield – Eugene | 192,26 | 309,41 | 192                                                             | OR 99 (en) nord / OR 126 (en) ouest – Université de l'Oregon, Centre-ville d'Eugene                | Terminus nord du multiplex avec OR 99; sortie direction nord, entrée direction sud                                                                          |
| Lane                                      | Limite Springfield – Eugene | 192,74 | 310,18 | Whilamut Passage Bridge sur la Rivière Willamette               | Whilamut Passage Bridge sur la Rivière Willamette                                                  | Whilamut Passage Bridge sur la Rivière Willamette |
| Lane                                      | Limite Springfield – Eugene | 193,71 | 311,75 | 194A                                                            | OR 126 (en) est – Springfield                                                                      | |
| Lane                                      | Limite Springfield – Eugene | 193,71 | 311,75 | 194B                                                            | I-105 ouest / OR 126 (en) ouest – Eugene                                                           | Sortie 4 de l'I-105 |
| Lane                                      | Limite Springfield – Eugene | 195,43 | 314,51 | 195A                                                            | Beltline Road est – Springfield, Gateway Mall                                                      | Indiqué sortie 195 direction sud; Beltline Road est n'apparaît qu'en direction nord; Springfield et Eugene n'apparaissent qu'en direction sud               |
| Lane                                      | Limite Springfield – Eugene | 195,43 | 314,51 | 195B                                                            | OR 569 (en) ouest (Randy Papé Beltline) – Springfield, Eugene, Florence, Aéroport d'Eugene         | Indiqué sortie 195 direction sud; Beltline Road est n'apparaît qu'en direction nord; Springfield et Eugene n'apparaissent qu'en direction sud               |
| Lane                                      | Coburg                      | 199,14 | 320,48 | 199                                                             | District historique de Coburg                                                                      | |
| Linn                                      |                             | 209,05 | 336,43 | 209                                                             | Harrisburg, Junction City                                                                          | |
| Linn                                      |                             | 216,56 | 348,52 | 216                                                             | OR 228 (en) est – Halsey, Brownsville                                                              | |
| Linn                                      |                             | 228,08 | 367,06 | 228                                                             | OR 34 (en) est – Lebanon, Corvallis                                                                | |
| Linn                                      | Albany                      | 233,21 | 375,32 | 233                                                             | US 20 (Santiam Highway) – Albany, Lebanon, Sweet Home, Foster Lake                                 | Albany n'apparaît qu'en direction nord; Sweet Home n'apparaît qu'en direction sud                                                                           |
| Linn                                      | Albany                      | 233,85 | 376,35 | 234A                                                            | Knox Butte Road – Fair/Expo Center                                                                 | Indiquée sortie 234 direction nord; pas d'entrée direction sud; accès direction sud via sortie 233                                                          |
| Linn                                      | Limite Albany – Millersburg | 234,39 | 377,21 | 234B                                                            | OR 99E (en) sud – Albany                                                                           | Terminus sud du multiplex avec OR 99E; sortie direction sud, entrée direction nord                                                                          |
| Linn                                      | Millersburg                 | 235,66 | 379,26 | 235                                                             | Viewcrest                                                                                          | Indication direction nord |
| Linn                                      | Millersburg                 | 235,66 | 379,26 | 235                                                             | Millersburg                                                                                        | Indication direction sud |
| Linn                                      | Millersburg                 | 237,66 | 382,48 | 237                                                             | Viewcrest                                                                                          | Pas de sortie direction nord |
| Linn                                      |                             | 238,23 | 383,39 | 238                                                             | OR 164 (en) nord – South Jefferson, Scio, Millersburg                                              | South Jefferson n'apparaît qu'en direction nord; Millersburg n'apparaît qu'en direction sud                                                                 |
| Linn                                      |                             | 239,66 | 385,70 | 239                                                             | Dever–Conner                                                                                       | |
| Limite de comtés Linn – Marion            |                             | 240,65 | 387,29 | Rivière Santiam                                                 | Rivière Santiam                                                                                    | Rivière Santiam |
| Marion                                    |                             | 242,12 | 389,65 | 242                                                             | Talbot Road                                                                                        | |
| Marion                                    |                             | 243,52 | 391,91 | 243                                                             | Ankeny Hill                                                                                        | |
| Marion                                    |                             | 244,67 | 393,76 | 244                                                             | OR 164 (en) sud – North Jefferson, Jefferson                                                       | North Jefferson n'apparaît qu'en direction nord; Jefferson n'apparaît qu'en direction sud                                                                   |
| Marion                                    |                             | 248,40 | 399,76 | 248                                                             | Delaney Road – Sunnyside, Turner                                                                   | Sunnyside n'apparaît qu'en direction nord; Delaney Road n'apparaît qu'en direction sud                                                                      |
| Marion                                    | Salem                       | 248,57 | 400,03 | 249                                                             | Commercial Street                                                                                  | Sortie direction nord, entrée direction sud |
| Marion                                    | Salem                       | 251,52 | 404,78 | 252                                                             | Kuebler Boulevard                                                                                  | |
| Marion                                    | Salem                       | 253,86 | 408,55 | 253                                                             | OR 22 (en) / OR 99E (en) nord – Detroit Lake, Bend                                                 | |
| Marion                                    | Salem                       | 256,27 | 412,43 | 256                                                             | OR 213 (en) nord (Market Street) – Silverton, Lancaster Mall                                       | Silverton n'apparaît qu'en direction nord; Lancaster Mall n'apparaît qu'en direction sud                                                                    |
| Marion                                    | Salem                       | 258,62 | 416,21 | 258                                                             | OR 99E (en) nord (Portland Road)                                                                   | Indication direction nord; terminus du multiplex avec OR 99E                                                                                                |
| Marion                                    | Salem                       | 258,62 | 416,21 | 258                                                             | North Salem, Oregon State Fairgrounds, L. B. Day Amphitheatre                                      | Indication direction sud |
| Marion                                    | Salem                       | 259,96 | 418,37 | 260A                                                            | OR 99E (en) sud (Salem Parkway)                                                                    | Sortie direction sud, entrée direction nord |
| Marion                                    | Salem                       | 260,21 | 418,77 | 260B                                                            | Chemawa Road – Keizer                                                                              | Indiquée sortie 260 direction nord; Chemawa Road n'apparaît qu'en direction nord                                                                            |
| Marion                                    |                             | 263,48 | 424,03 | 263                                                             | Brooks, Gervais                                                                                    | |
| Marion                                    | Woodburn                    | 271,85 | 437,50 | 271                                                             | OR 214 (en) sud / OR 219 (en) nord – Woodburn, Molalla, Silverton                                  | Molalla n'apparaît qu'en direction nord; Silverton n'apparaît qu'en direction sud                                                                           |
| Marion                                    |                             | 278,66 | 448,46 | 278                                                             | Ehlen Road – Donald, Aurora                                                                        | Donald n'apparaît qu'en direction nord; Ehlen Road n'apparaît qu'en direction sud                                                                           |
| Clackamas                                 |                             | 282,24 | 454,22 | 282A                                                            | OR 551 (en) sud – Canby, Hubard                                                                    | Sortie direction sud, entrée direction nord |
| Clackamas                                 |                             | 282,59 | 454,78 | 282                                                             | Canby                                                                                              | Indication direction nord |
| Clackamas                                 | 282B                        | 282,59 | 454,78 | Charbonneau                                                     | Indication direction sud                                                                           | |
| Clackamas                                 | Wilsonville                 | 283,10 | 455,61 | Pont Boone sur la Rivière Willamette                            | Pont Boone sur la Rivière Willamette                                                               | Pont Boone sur la Rivière Willamette |
| Clackamas                                 | Wilsonville                 | 283,87 | 456,84 | 283                                                             | Wilsonville Road                                                                                   | |
| Washington                                | Wilsonville                 | 286,17 | 460,55 | 286                                                             | OR 141 (en) nord (Boones Ferry Road) / Elligsen Road                                               | |
| Washington                                | Tualatin                    | 288,20 | 463,81 | 288                                                             | I-205 nord – Oregon City, West Linn                                                                | West Linn n'apparaît qu'en direction sud |
| Washington                                | Tualatin                    | 289,49 | 465,89 | 289                                                             | Nyberg Street / Tualatin-Sherwood Road – Tualatin                                                  | |
| Washington                                | Tualatin                    | 290,47 | 467,47 | 290                                                             | Lower Boones Ferry Road                                                                            | |
| Limite Washington – Clackamas             | Tigard                      | 291,29 | 468,79 | 291                                                             | Carman Drive                                                                                       | |
| Limite Washington – Clackamas             | Limite Tigard – Lake Oswego | 292,19 | 470,23 | 292                                                             | OR 217 (en) nord vers US 26 – Tigard, Beaverton                                                    | Indiquée sortie 292 direction sud; 72nd Avenue, Tigard et Beaverton n'apparaissent qu'en direction nord; Lake Oswego n'apparaît qu'en direction sud         |
| Limite Washington – Clackamas             | Limite Tigard – Lake Oswego | 292,19 | 470,23 | 292                                                             | Kruse Way, 72nd Avenue – Lake Oswego                                                               | Indiquée sortie 292 direction sud; 72nd Avenue, Tigard et Beaverton n'apparaissent qu'en direction nord; Lake Oswego n'apparaît qu'en direction sud         |
| Washington                                | Tigard                      | 292,90 | 471,38 | 293                                                             | Haines Street                                                                                      | |
| Multnomah                                 | Portland                    | 293,79 | 472,81 | 294                                                             | Barbur Boulevard                                                                                   | Indication direction nord |
| Multnomah                                 | Portland                    | 293,79 | 472,81 | 294                                                             | OR 99W (en) sud – Tigard, Newberg                                                                  | Indication direction sud |
| Multnomah                                 | Portland                    | 295,03 | 474,80 | 295                                                             | Capitol Highway                                                                                    | Pas de sortie direction nord |
| Multnomah                                 | Portland                    | 295,52 | 475,59 | 295                                                             | Taylors Ferry Road                                                                                 | Sortie direction nord seulement |
| Multnomah                                 | Portland                    | 296,30 | 476,85 | 296A                                                            | Barbur Boulevard                                                                                   | Sortie direction sud; entrée direction nord |
| Multnomah                                 | Portland                    | 296,68 | 477,46 | 296B                                                            | Multnomah Boulevard                                                                                | Sortie direction sud; entrée direction nord |
| Multnomah                                 | Portland                    | 297,16 | 478,23 | 297                                                             | Terwilliger Boulevard                                                                              | Pas d'entrée direction sud |
| Multnomah                                 | Portland                    | 298,74 | 480,78 | 298                                                             | Corbett Avenue                                                                                     | Sortie direction nord seulement |
| Multnomah                                 | Portland                    | 299,16 | 481,45 | 299A                                                            | OR 43 (en) (Macadam Avenue) vers US 26 est – Pont Ross Island, Lake Oswego                         | US 26 et Pont de Ross Island n'apparaissent qu'en direction nord; Lake Oswego n'apparaît qu'en direction sud                                                |
| Multnomah                                 | Portland                    | 299,51 | 482,01 | 299B                                                            | I-405 nord US 26 ouest – Centre-ville de Portland, Beaverton                                       | Pas de numéro de sortie direction sud; Centre-ville n'apparaît qu'en direction nord; Beaverton n'apparaît qu'en direction sud                               |
| Multnomah                                 | Portland                    | 300,35 | 483,37 | Pont Marquam sur la Rivière Willamette                          | Pont Marquam sur la Rivière Willamette                                                             | Pont Marquam sur la Rivière Willamette |
| Multnomah                                 | Portland                    | 300,65 | 483,85 | 300                                                             | I-84 / US 30 est – The Dalles, PDX                                                                 | Indication direction nord; accès au Musée de la science et de l'industrie                                                                                   |
| Multnomah                                 | Portland                    | 300,65 | 483,85 | 300B                                                            | OR 99E (en) vers US 26 est – OMSI, Oregon City                                                     | Indication direction sud; sortie direction sud, entrée direction nord                                                                                       |
| Multnomah                                 | Portland                    | 300,65 | 483,85 | 301                                                             | I-84 / US 30 est – The Dalles                                                                      | Indication direction sud; terminus sur du multiplex avec US 30                                                                                              |
| Multnomah                                 | Portland                    | 302,08 | 486,15 | 302A                                                            | Broadway / Weidler Street – Moda Center                                                            | |
| Multnomah                                 | Portland                    | 302,73 | 487,20 | 302B                                                            | I-405 sud / US 30 ouest – St. Helens, Beaverton                                                    | Beaverton n'apparaît qu'en direction sud; terminus nord du multiplex avec US 30                                                                             |
| Multnomah                                 | Portland                    | 303,15 | 487,87 | 302C                                                            | Greenley Avenue – Swan Island                                                                      | Sortie direction nord, entrée direction sud |
| Multnomah                                 | Portland                    | 303,75 | 488,84 | 303                                                             | Killingsworth Street – Swan Island                                                                 | Indication direction nord |
| Multnomah                                 | Portland                    | 303,75 | 488,84 | 303                                                             | Alberta Street – Swan Island                                                                       | Indication direction sud |
| Multnomah                                 | Portland                    | 304,92 | 490,72 | 304                                                             | Rosa Parks Way                                                                                     | |
| Multnomah                                 | Portland                    | 305,43 | 491,54 | 305                                                             | US 30 (Lombard Street)                                                                             | Sortie direction nord; entrée direction sud; indiqué sortie 305A (est) et 305B (ouest)                                                                      |
| Multnomah                                 | Portland                    | 305,91 | 492,31 | 306A                                                            | Columbia Boulevard                                                                                 | Sortie direction nord, entrée direction sud |
| Multnomah                                 | Portland                    | 306,44 | 493,17 | 306B                                                            | Victory Boulevard – Portland Expo Center                                                           | Sortie direction nord, entrée direction sud |
| Multnomah                                 | Portland                    | 306,97 | 494,02 | 306                                                             | vers US 30 (Lombard Street) / Interstate Avenue – Portland International Raceway, Portland Meadows | Sortie direction sud, entrée direction nord; ancienne OR 99W sud                                                                                            |
| Multnomah                                 | Portland                    | 307,33 | 494,60 | 307                                                             | OR 99E (en) sud (Martin Luther King J. Boulevard) / OR 120 (en) ouest (Marine Drive) – Delta Park  | Delta Park n'apparaît qu'en direction nord |
| Multnomah                                 | North Portland Harbour      | 307,45 | 494,79 | Pont de North Portland Harbour                                  | Pont de North Portland Harbour                                                                     | Pont de North Portland Harbour |
| Multnomah                                 | Hayden Island               | 307,77 | 495,31 | 308                                                             | Hayden Island                                                                                      | |
| Fleuve Columbia                           | Fleuve Columbia             | 308,17 | 495,95 | Interstate Bridge                                               | Interstate Bridge                                                                                  | Interstate Bridge |
| Fleuve Columbia                           | Fleuve Columbia             | 308,17 | 495,95 |                                                                 | I-5 nord – Seattle                                                                                 | Continue à Washington |
| - Terminus de multiplex - Accès incomplet |                             |        |        |                                                                 | | |

### Washington
| Interstate 5                                                      |                               |                 |                 |                                                                       | | |
| Comté                                                             | Municipalité                  | mi              | km              | Sortie                                                                | Intersections / Destinations | Notes                                                                                               |
| Fleuve Columbia                                                   | Fleuve Columbia               | 0,00            | 0,00            | —                                                                     | I-5 sud – Portland | Continue en Oregon                                                                                  |
| Fleuve Columbia                                                   | Fleuve Columbia               | 0,00            | 0,00            | Interstate Bridge                                                     | | |
| Clark                                                             | Vancouver                     | 0,41            | 0,66            | 1A                                                                    | SR 14 est – Camas | |
| Clark                                                             | Vancouver                     | 0,45            | 0,72            | 1B                                                                    | 6th Street – Centre-ville de Vancouver, Port de Vancouver                                                                        | Sortie direction nord, entrée direction sud                                                         |
| Clark                                                             | Vancouver                     | 1,05            | 1,69            | 1C                                                                    | SR 501 (en) (Mill Plain Boulevard) – Centre-ville de Vancouver, Port de Vancouver                                                | |
| Clark                                                             | Vancouver                     | 1,58            | 2,54            | 1D                                                                    | 4th Plain Boulevard | |
| Clark                                                             | Vancouver                     | 2,35            | 3,78            | 2                                                                     | SR 500 (en) est / 39th Street | |
| Clark                                                             | Vancouver                     | 3,07            | 4,94            | 3                                                                     | Northeast Highway 99, Main Street                                                                                                | |
| Clark                                                             |                               | 4,36            | 7,02            | 4                                                                     | Northeast 78th Street | |
| Clark                                                             |                               | 5,39            | 8,67            | 5                                                                     | Northeast 99th Street | |
| Clark                                                             |                               | 7,24            | 11,65           | 7A                                                                    | Northeast 134th Street – Université d'État de Washington                                                                         | Sortie direction nord, entrée direction sud; sortie direction sud via I-205 (sortie 36)             |
| Clark                                                             |                               | 7,47            | 12,02           | 7B                                                                    | Northeast 139th Street | Pas de sortie direction sud                                                                         |
| Clark                                                             |                               | 7,50            | 12,07           | 7                                                                     | I-205 sud vers I-84 / SR 14 / Northeast 134th Street – Salem, Université d'État de Washington                                    | Sortie direction sud, entrée direction nord                                                         |
| Clark                                                             |                               | 9,51            | 15,30           | 9                                                                     | Northeast 179th Street – Clark County Event Center                                                                               | |
| Clark                                                             |                               | 11,20           | 18,02           | 11                                                                    | SR 502 (en) est (Northeast 219th Street) – Battle Ground                                                                         | |
| Clark                                                             | Ridgefield                    | 14,21           | 22,87           | 14                                                                    | SR 501 (en) sud (Pioneer Street) – Ridgefield                                                                                    | |
| Clark                                                             | La Center                     | 16,80           | 27,04           | 16                                                                    | Northwest La Center Road – La Center, Cowlitz Reservation                                                                        | |
| Cowlitz                                                           | Woodland                      | 21,08           | 33,92           | 21                                                                    | SR 503 (en) est – Woodland, Cougar                                                                                               | |
| Cowlitz                                                           | Woodland                      | 22,72           | 36,56           | 22                                                                    | Dike Access Road | |
| Cowlitz                                                           |                               | 27,70           | 44,58           | 27                                                                    | Todd Road – Port de Kalama | |
| Cowlitz                                                           | Kalama                        | 29,84           | 48,02           | 30                                                                    | Kalama | |
| Cowlitz                                                           |                               | 32,28           | 51,95           | 32                                                                    | Kalama River Road | |
| Cowlitz                                                           | Kelso                         | 36,97           | 59,50           | 36A                                                                   | Kelso Drive | Pas de sortie direction sud                                                                         |
| Cowlitz                                                           | Kelso                         | 36,97           | 59,50           | 36                                                                    | Talley Way – Zone industrielle de Kelso                                                                                          | Indiquée sortie 36B direction nord et 36A direction sud                                             |
| Cowlitz                                                           | Kelso                         | 36,97           | 59,50           | 36                                                                    | SR 432 (en) ouest vers SR 4 (en) / US 30 – Longview, Long Beach, Kelso                                                           | |
| Cowlitz                                                           | Kelso                         | 39,88           | 64,18           | 39                                                                    | SR 4 (en) ouest (Allen Street) – Kelso                                                                                           | |
| Cowlitz                                                           | Kelso                         | 40,77           | 65,61           | 40                                                                    | North Kelso Avenue – Long Beach                                                                                                  | |
| Cowlitz                                                           |                               | 42,73           | 68,77           | 42                                                                    | Lexington Bridge Drive | |
| Cowlitz                                                           |                               | 46,20           | 74,35           | 46                                                                    | Headquarters Road, Pleasant Hill Drive                                                                                           | |
| Cowlitz                                                           | Castle Rock                   | 48,04           | 77,31           | 48                                                                    | I-5 BL nord (Huntington Avenue) – Castle Rock                                                                                    | |
| Cowlitz                                                           | Castle Rock                   | 49,91           | 80,32           | 49                                                                    | SR 411 (en) sud / SR 504 est – Castle Rock, Toutle, Mount St. Helens National Volcanic Monument                                  | |
| Cowlitz                                                           |                               | 52,72           | 84,84           | 52                                                                    | Barnes Drive, Toutle Park Road                                                                                                   | |
| Lewis                                                             |                               | 57,41           | 92,39           | 57                                                                    | Jackson Highway, Barnes Drive | |
| Lewis                                                             |                               | 59,27           | 95,39           | 59                                                                    | SR 506 (en) ouest – Vader, Ryderwood                                                                                             | |
| Lewis                                                             |                               | 60,98           | 98,14           | 60                                                                    | SR 506 (en) ouest (Toledo Vader Road)                                                                                            | |
| Lewis                                                             |                               | 63,49           | 102,18          | 63                                                                    | SR 505 (en) – Winlock, Toledo | |
| Lewis                                                             |                               | 68,48           | 110,21          | 68                                                                    | US 12 est – Morton, Yakima | Terminus sud du multiplex avec US 12                                                                |
| Lewis                                                             | Napavine                      | 71,12           | 114,46          | 71                                                                    | SR 508 (en) – Napavine, Onalaska                                                                                                 | |
| Lewis                                                             | Napavine                      | 72,85           | 117,24          | 72                                                                    | Rush Road | |
| Lewis                                                             | Chehalis                      | 74,78           | 120,35          | 74                                                                    | Labree Road | |
| Lewis                                                             | Chehalis                      | 76,62           | 123,31          | 76                                                                    | 13th Street | |
| Lewis                                                             | Chehalis                      | 78,04           | 125,59          | 77                                                                    | SR 6 (en) ouest – Pe Ell, Raymond                                                                                                | |
| Lewis                                                             | Chehalis                      | 79,15           | 127,38          | 79                                                                    | Chamber Way | |
| Lewis                                                             | Centralia                     | 81,74           | 131,55          | 81                                                                    | SR 507 (en) nord (Mellen Street) – Centre-ville de Centralia                                                                     | Accès direction sud via sortie 82                                                                   |
| Lewis                                                             | Centralia                     | 82,80           | 133,25          | 82                                                                    | Harrison Avenue, Factory Outlet Way                                                                                              | |
| Thurston                                                          |                               | 88,40           | 142,27          | 88                                                                    | US 12 ouest – Aberdeen, Tenino                                                                                                   | Terminus nord du multiplex avec US 12                                                               |
| Thurston                                                          |                               | 95,28           | 153,34          | 95                                                                    | SR 121 (en) nord – Little Rock, Maytown                                                                                          | |
| Thurston                                                          | Tumwater                      | 99,35           | 159,89          | 99                                                                    | SR 121 (en) sud (93rd Avenue Southwest)                                                                                          | |
| Thurston                                                          | Tumwater                      | 101,37          | 163,14          | 101                                                                   | Thumwater Boulevard – Aéroport régional d'Olympia                                                                                | |
| Thurston                                                          | Tumwater                      | 102,86          | 165,54          | 102                                                                   | Trosper Road – Black Lake | |
| Thurston                                                          | Tumwater                      | 104,05          | 167,45          | 103                                                                   | Deschutes Way, 2nd Avenue | Pas d'entrée direction sud                                                                          |
| Thurston                                                          | Tumwater                      | 104,39          | 168,00          | 104                                                                   | US 101 nord – Aberdeen, Port Angeles                                                                                             | |
| Thurston                                                          | Olympia                       | 105,52          | 169,82          | 105A                                                                  | Capitole d'État, Centre-ville d'Olympia                                                                                          | Indiquée sortie 105 direction nord                                                                  |
| Thurston                                                          | Olympia                       | 105,82          | 170,30          | 105B                                                                  | Port d'Olympia | Indiquée sortie 105 direction nord                                                                  |
| Thurston                                                          | Olympia                       | 107,52          | 173,04          | 107                                                                   | Pacific Avenue | |
| Thurston                                                          | Olympia                       | 108,46          | 174,55          | 108A                                                                  | Sleater–Kinney Road | Pas d'entrée direction nord, indiquée sortie 108 direction sud; sortie direction sud via sortie 109 |
| Thurston                                                          | Olympia                       | 108,96          | 175,35          | 108C                                                                  | College Street | Sortie direction nord seulement                                                                     |
| Thurston                                                          | Lacey                         | 109,19          | 175,72          | 109                                                                   | Martin Way | |
| Thurston                                                          | Lacey                         | 112,01          | 180,26          | 111                                                                   | SR 510 (en) est (Marvin Road) – Yelm                                                                                             | |
| Thurston                                                          |                               | 114,36          | 184,04          | 114                                                                   | Nisqually | |
| Pierce                                                            |                               | 116,77          | 187,92          | 116                                                                   | Mounts Road – Vieux-Nisqually | |
| Pierce                                                            | DuPont                        | 118,02          | 189,93          | 118                                                                   | Center Drive – Centre-ville de DuPont                                                                                            | |
| Pierce                                                            | DuPont                        | 119,07          | 191,62          | 119                                                                   | Steilacoom–DuPont Drive | |
| Pierce                                                            | Base militaire Lewis–McChord  | 120,93          | 194,62          | 120                                                                   | 41st Division Drive – Base militaire Lewis–McChord                                                                               | |
| Pierce                                                            | Lakewood                      | 122,74          | 197,53          | 122                                                                   | Berkeley Street | |
| Pierce                                                            | Lakewood                      | 123,64          | 198,98          | 123                                                                   | Thorne Lane | |
| Pierce                                                            | Lakewood                      | 124,70          | 200,69          | 124                                                                   | Gravelly Lake Drive | |
| Pierce                                                            | Lakewood                      | 125,92          | 202,65          | 125                                                                   | Bridgeport Way – McChord Field                                                                                                   | |
| Pierce                                                            | Lakewood                      | 127,54          | 205,26          | 127                                                                   | SR 512 (en) est / South Tacoma Way – Puyallup                                                                                    | |
| Pierce                                                            |                               | 128,98          | 207,57          | 128                                                                   | South 84th Street | Sortie direction sud via sortie 129                                                                 |
| Pierce                                                            | Tacoma                        | 129,65          | 208,65          | 129                                                                   | South 72nd Street, South 74th Street, South 84th Street                                                                          | |
| Pierce                                                            | Tacoma                        | 130,75          | 210,42          | 130                                                                   | South 56th Street, Tacoma Mall Boulevard – University Place                                                                      | |
| Pierce                                                            | Tacoma                        | 131,89          | 212,26          | 132                                                                   | SR 16 (en) ouest (South 38th Street) – Gig Harbor, Bremerton, Tacoma Mall                                                        | |
| Pierce                                                            | Tacoma                        | 133,76          | 215,27          | 133                                                                   | I-705 nord / SR 7 (en) sud (38th Street) / East 26th Street – Centre-ville de Tacoma                                             | |
| Pierce                                                            | Tacoma                        | 134,93          | 217,15          | 134                                                                   | Portland Avenue | Sortie direction sud via sortie 135                                                                 |
| Pierce                                                            | Tacoma                        | 135,09          | 217,41          | 135                                                                   | SR 167 (en) nord – Puyallup | |
| Pierce                                                            | Fife                          | 136,15          | 219,11          | 136                                                                   | 20th Street est – Port de Tacoma                                                                                                 | Indiquée sortie 136A (20th Street) et 136 B (Port de Tacoma) direction nord                         |
| Pierce                                                            | Fife                          | 137,51          | 221,30          | 137                                                                   | SR 99 (en) nord (54th Avenue est) – Fife                                                                                         | |
| King                                                              | Federal Way                   | 142,06          | 228,62          | 142                                                                   | SR 18 (en) (South 348th Street) – Auburn                                                                                         | Indiquée sortie 142A (est) et 142B (ouest) en direction nord                                        |
| King                                                              | Federal Way                   | 143,89          | 231,57          | 143                                                                   | South 320th Street – Federal Way                                                                                                 | |
| King                                                              | Federal Way                   | 144,08          | 231,87          | —                                                                     | South 317th Street | Accès réservé aux HOV                                                                               |
| King                                                              | Kent                          | 146,87          | 236,36          | 147                                                                   | South 272nd Street | |
| King                                                              | Kent                          | 149,23          | 240,16          | 149                                                                   | SR 516 (en) – Kent, DesMoines | Indiqué sortie 149A (est) et 149B (ouest) en direction nord                                         |
| King                                                              | SeaTac                        | 151,24          | 243,40          | 151                                                                   | Military Road, South 200th Street                                                                                                | |
| King                                                              | SeaTac                        | 152,32          | 245,14          | 152                                                                   | South 188th Street, Orillia Road South                                                                                           | |
| King                                                              | Tukwila                       | 154,19          | 248,14          | 153                                                                   | Southcenter Parkway – Tukwila, Southcenter Mall                                                                                  | Sortie direction nord, entrée direction sud                                                         |
| King                                                              | Tukwila                       | 154,46          | 248,58          | 154A                                                                  | SR 518 (en) ouest – Aéroport de Seattle-Tacoma, Burien                                                                           | Indiqué sortie 154B direction sud                                                                   |
| King                                                              | Tukwila                       | 154,46          | 248,58          | 154B                                                                  | I-405 nord – Bellevue, Renton | Indiqué sortie 154A direction sud                                                                   |
| King                                                              | Tukwila                       | 154,71          | 248,98          | 154B                                                                  | Southcenter Boulevard – Southcenter Mall                                                                                         | Sortie direction sud et entrée direction nord via Klickitat Drive                                   |
| King                                                              | Tukwila                       | 156,00          | 251,06          | 156                                                                   | SR 599 (en) nord / Interurban Avenue – Tukwila                                                                                   | |
| King                                                              | Tukwila                       | 157,40          | 253,31          | 157                                                                   | SR 900 (en) est (M. L. King Way)                                                                                                 | |
| King                                                              | Tukwila                       | 158,07          | 254,39          | 158                                                                   | Boeing Access Road, East Marginal Way, Airport Way                                                                               | |
| King                                                              | Seattle                       | 161,27          | 259,54          | 161                                                                   | Swift Avenue, Albro Place | |
| King                                                              | Seattle                       | 161,37          | 259,70          | 162                                                                   | Corson Avenue, Michigan Street                                                                                                   | |
| King                                                              | Seattle                       | 163,03          | 262,37          | 163A                                                                  | Columbian Way, West Seattle Bridge, Spokane Street – Lumen Field, T-Mobile Park                                                  | Indiqué sortie 163 direction nord                                                                   |
| King                                                              | Seattle                       | 163,54          | 263,19          | 163B                                                                  | Forest Street, 6th Avenue South                                                                                                  | Sortie direction sud seulement                                                                      |
| King                                                              | Seattle                       | 164,33          | 264,46          | 164                                                                   | Airport Way | Sortie direction sud seulement                                                                      |
| King                                                              | Seattle                       | 164,55          | 264,82          | 164A                                                                  | I-90 est – Bellevue, Spokane | Indiqué sortie 164 direction sud; sortie 2A-B de l'I-90 en direction est, 2B-C en direction ouest   |
| King                                                              | Seattle                       | 164,55          | 264,82          | 164B                                                                  | 4th Avenue South, Airport Way, E. Martinez Drive (vers Ferries de Colman Dock)                                                   | Indiqué sortie 164 direction sud                                                                    |
| King                                                              | Seattle                       | 164,68          | 265,03          | 164                                                                   | Dearborn Street | Indiqué sortie 164A direction nord, pas d'entrée direction sud                                      |
| King                                                              | Seattle                       | 165,35          | 266,11          | —                                                                     | Voies express | Sortie direction nord, entrée direction sud                                                         |
| King                                                              | Seattle                       | 165,38          | 266,15          | 165A                                                                  | James Street | Indiqué sortie 164A en direction nord                                                               |
| King                                                              | Seattle                       | 165,63          | 266,56          | 164A                                                                  | Madison Street – Washington State Convention Center                                                                              | Sortie direction nord seulement                                                                     |
| King                                                              | Seattle                       | 165,75          | 266,75          | 165                                                                   | Seneca Street | Sortie direction nord, entrée direction sud                                                         |
| King                                                              | Seattle                       | 165,81          | 266,85          | 165B                                                                  | Union Street | Sortie direction sud, entrée direction nord                                                         |
| King                                                              | Seattle                       | 166,26          | 267,57          | 166                                                                   | Olive Way | Entrée et sortie direction nord                                                                     |
| King                                                              | Seattle                       | 166,42          | 267,83          | 166                                                                   | Stewart Street, Denny Way | Entrée et sortie direction sud                                                                      |
| King                                                              | Seattle                       | 166,97          | 268,71          | 167                                                                   | Mercer Street – Seattle Center                                                                                                   | |
| King                                                              | Seattle                       | 167,73          | 269,94          | 168A                                                                  | Lakeview Boulevard | Sortie direction nord, entrée direction sud                                                         |
| King                                                              | Seattle                       | 168,12          | 270,56          | 168B                                                                  | SR 520 (en) – Bellevue, Kirkland                                                                                                 | |
| King                                                              | Seattle                       | 168,18          | 270,66          | 168A                                                                  | Boylston Avenue, Roanoke Street                                                                                                  | Sortie direction sud, entrée direction nord                                                         |
| King                                                              | Seattle                       | 168,40 – 169,07 | 271,01 – 272,09 | Pont de Ship Canal                                                    | Pont de Ship Canal | Pont de Ship Canal                                                                                  |
| King                                                              | Seattle                       | 169,44          | 272,69          | 169                                                                   | Northeast 45th Street | |
| King                                                              | Seattle                       | 169,69          | 273,09          | 169                                                                   | Northeast 50th Street | |
| King                                                              | Seattle                       | 170,31          | 274,09          | 170                                                                   | Ravenna Boulevard, Northeast 65th Street                                                                                         | Sortie direction nord, entrée direction sud                                                         |
| King                                                              | Seattle                       | 170,70          | 274,72          | 171                                                                   | Northeast 71st Street, Northeast 65th Street                                                                                     | Sortie direction sud, entrée direction nord                                                         |
| King                                                              | Seattle                       | 170,87          | 274,99          | 171                                                                   | SR 522 (en) (Lake City Way) – Bothell                                                                                            | Sortie direction nord, entrée direction sud                                                         |
| King                                                              | Seattle                       | 171,56          | 276,10          | 172                                                                   | North 85th Street vers Aurora Avenue nord (SR 99), Northeast 80th Street                                                         | |
| King                                                              | Seattle                       | 172,58          | 277,74          | —                                                                     | Voies express | Sortie direction sud, entrée direction nord                                                         |
| King                                                              | Seattle                       | 172,82          | 278,13          | 173                                                                   | Northgate Way, 1st Avenue Northeast                                                                                              | |
| King                                                              | Seattle                       | 173,89          | 279,85          | 174                                                                   | Northeast 130th Street, Roosevelt Way                                                                                            | Sortie direction nord, entrée direction sud                                                         |
| King                                                              | Limite Seattle – Shoreline    | 174,64          | 281,06          | 175                                                                   | SR 523 (en) (Northeast 145th Street) / 5th Avenue Northeast                                                                      | |
| King                                                              | Shoreline                     | 175,58          | 282,57          | —                                                                     | Centre de Metro Transit | Autobus et véhicules de transport en commun seulement                                               |
| King                                                              | Shoreline                     | 176,19          | 283,55          | 176                                                                   | Northeast 175th Street – Shoreline                                                                                               | |
| Snohomish                                                         | Mountlake Terrace             | 178,33          | 286,99          | 178                                                                   | 236th Street Southwest – Mountlake Terrace                                                                                       | Sortie direction nord, entrée direction sud                                                         |
| Snohomish                                                         | Mountlake Terrace             | 179,35          | 288,64          | 179                                                                   | 220th Street Southwest – Mountlake Terrace                                                                                       | |
| Snohomish                                                         | Lynnwood                      | 180,69          | 290,79          | —                                                                     | 46th Avenue ouest (Lynnwood Transit)                                                                                             | Accès réservé aux HOV                                                                               |
| Snohomish                                                         | Lynnwood                      | 180,77          | 290,92          | 181A                                                                  | vers SR 524 (en) / 44th Avenue ouest – Lynnwood                                                                                  | Sortie direction nord, entrée direction sud                                                         |
| Snohomish                                                         | Lynnwood                      | 181,59          | 292,24          | 181B                                                                  | SR 524 (en) (196th Street Southwest) / Alderwood Mall Parkway – Lynnwood                                                         | Indiqué sortie 181 direction sud                                                                    |
| Snohomish                                                         |                               | 182,67          | 293,98          | 182                                                                   | I-405 sud– Renton, Bellevue | |
| Snohomish                                                         |                               | 182,67          | 293,98          | 182                                                                   | SR 525 (en) nord vers SR 99 (en) – Mukilteo                                                                                      | Sortie direction nord, entrée direction sud                                                         |
| Snohomish                                                         |                               | 183,96          | 296,05          | 183                                                                   | 164th Street Southwest | |
| Snohomish                                                         |                               | 184,21          | 296,46          | —                                                                     | Ash Way | Sortie direction nord, entrée direction sud; autobus seulement                                      |
| Snohomish                                                         |                               | 186,49          | 300,13          | 186                                                                   | SR 96 (en) est / 128th Street Southwest – Paine Field                                                                            | |
| Snohomish                                                         | Everett                       | 187,80          | 302,23          | —                                                                     | 112th Street Southeast – S. Everett Park & Ride                                                                                  | Accès réservé aux HOV                                                                               |
| Snohomish                                                         | Everett                       | 189,37          | 304,76          | 189                                                                   | SR 99 (en) sud (Everett Mall Way) / SR 526 (en) ouest / SR 527 (en) sud / Broadway – Mukilteo, Whidbey Island Ferry, Paine Field | |
| Snohomish                                                         | Everett                       | 192,51          | 309,81          | —                                                                     | Broadway | Sortie direction nord, entrée direction sud (accès réservé aux HOV)                                 |
| Snohomish                                                         | Everett                       | 192,72          | 310,15          | 192                                                                   | 41st Street (to Evergreen Way), Broadway                                                                                         | |
| Snohomish                                                         | Everett                       | 193,69          | 311,71          | 193                                                                   | SR 529 (en) (Pacific Avenue) – Centre-ville d'Everett                                                                            | Sortie direction nord, entrée direction sud                                                         |
| Snohomish                                                         | Everett                       | 193,98          | 312,18          | 194                                                                   | US 2 est – Snohomish, Wenatchee                                                                                                  | |
| Snohomish                                                         | Everett                       | 194,08          | 312,34          | 194                                                                   | SR 529 (en) (Pacific Avenue) – Centre-ville d'Everett                                                                            | Sortie direction sud, entrée direction nord                                                         |
| Snohomish                                                         | Everett                       | 194,37          | 313,61          | 195                                                                   | Marine View Drive – Port d'Everett                                                                                               | Sortie direction nord, entrée direction sud                                                         |
| Snohomish                                                         | Marysville                    | 198,33          | 319,18          | 198                                                                   | SR 529 (en) sud / North Broadway – Port d'Everett                                                                                | Sortie direction sud, entrée direction nord                                                         |
| Snohomish                                                         | Limite Marysville – Tulalip   | 199,17          | 320,53          | 199                                                                   | SR 528 (en) est – Marysville, Tulalip                                                                                            | |
| Snohomish                                                         | Limite Marysville – Tulalip   | 200,84          | 323,22          | 200                                                                   | 88th Street Northeast, Quil Ceda Way                                                                                             | |
| Snohomish                                                         | Limite Marysville – Tulalip   | 202,52          | 325,92          | 202                                                                   | 116th Street Northeast | |
| Snohomish                                                         | Limite Marysville – Arlington | 206,13          | 331,73          | 206                                                                   | SR 531 (en) (172nd Street Northeast)                                                                                             | |
| Snohomish                                                         | Arlington                     | 208,72          | 335,90          | 208                                                                   | SR 530 (en) est – Arlington, Darrington                                                                                          | |
| Snohomish                                                         |                               | 210,36          | 338,54          | 210                                                                   | 236th Street Northeast | |
| Snohomish                                                         |                               | 212,71          | 342,32          | 212                                                                   | SR 532 (en) ouest – Stanwood, Camano Island                                                                                      | |
| Snohomish                                                         |                               | 215,09          | 346,15          | 215                                                                   | 300th Street Northeast | |
| Skagit                                                            |                               | 218,61          | 351,82          | 218                                                                   | Starbird Road | |
| Skagit                                                            |                               | 221,13          | 355,87          | 221                                                                   | SR 534 (en) est – Lake McMurry[pas clair]                                                                                        | |
| Skagit                                                            |                               | 224,00          | 360,49          | 224                                                                   | Ancienne autoroute 99 sud | Sortie direction nord, entrée direction sud                                                         |
| Skagit                                                            | Mount Vernon                  | 225,19          | 362,41          | 225                                                                   | Anderson Road | |
| Skagit                                                            | Mount Vernon                  | 226,45          | 364,44          | 226                                                                   | SR 536 (en) ouest (Kincaid Street)                                                                                               | |
| Skagit                                                            | Mount Vernon                  | 227,79          | 366,59          | 227                                                                   | SR 538 (en) est (College Way) | |
| Skagit                                                            | Burlington                    | 228,93          | 368,43          | 229                                                                   | George Hopper Road | |
| Skagit                                                            | Burlington                    | 230,20          | 370,47          | 230                                                                   | SR 20 est – Burlington, Anacortes                                                                                                | |
| Skagit                                                            | Burlington                    | 231,27          | 372,19          | 231                                                                   | SR 11 (en) nord (Chuckanut Drive) – Bow, Edison, Burlington                                                                      | |
| Skagit                                                            |                               | 232,89          | 374,80          | 232                                                                   | Cook Road – Sedro-Woolley | |
| Skagit                                                            |                               | 236,45          | 380,53          | 236                                                                   | Bow Hill Road – Bow, Edison | |
| Skagit                                                            |                               | 240,99          | 387,84          | 240                                                                   | Alger | |
| Whatcom                                                           |                               | 242,92          | 390,94          | 242                                                                   | Null Road – South Lake Samish | |
| Whatcom                                                           |                               | 246,30          | 396,38          | 246                                                                   | North Lake Samish | |
| Whatcom                                                           | Bellingham                    | 250,79          | 403,61          | 250                                                                   | SR 11 (en) sud (Old Fairhaven Parkway, Chuckanut Drive) – Alaska Marine Highway                                                  | |
| Whatcom                                                           | Bellingham                    | 252,14          | 405,78          | 252                                                                   | Samish Way – Université Western Washington                                                                                       | |
| Whatcom                                                           | Bellingham                    | 253,03          | 407,21          | 253                                                                   | Lakeway Drive | |
| Whatcom                                                           | Bellingham                    | 253,85          | 408,53          | 254                                                                   | Iowa Street, Ohio Street, State Street                                                                                           | |
| Whatcom                                                           | Bellingham                    | 254,88          | 410,19          | 255                                                                   | SR 542 (en) est (Sunset Drive) – Mt. Baker                                                                                       | |
| Whatcom                                                           | Bellingham                    | 256,27          | 412,43          | 256                                                                   | SR 539 (en) nord (Meridian Street) / Bellis Fair Mall – Lynden                                                                   | Indiqué sortie 256A (SR 539) et 256B (Bellis Fair Mall) direction nord                              |
| Whatcom                                                           | Bellingham                    | 257,04          | 413,67          | 257                                                                   | Northwest Avenue | |
| Whatcom                                                           | Bellingham                    | 257,72          | 414,76          | 258                                                                   | Bakerview Road – Aéroport de Bellingham                                                                                          | |
| Whatcom                                                           | Ferndale                      | 260,19          | 418,74          | 260                                                                   | Slater Road – Lummi Island | |
| Whatcom                                                           | Ferndale                      | 262,63          | 422,66          | 262                                                                   | Main Street – Centre-ville de Ferndale                                                                                           | |
| Whatcom                                                           | Ferndale                      | 263,52          | 424,09          | 263                                                                   | Portal Way | |
| Whatcom                                                           | Ferndale                      | 266,04          | 428,15          | 266                                                                   | SR 548 (en) nord (Grandview Road) – Custer                                                                                       | |
| Whatcom                                                           |                               | 270,30          | 435,01          | 270                                                                   | Birch Bay, Lynden | |
| Whatcom                                                           | Blaine                        | 274,23          | 441,33          | 274                                                                   | Peace Portal Drive – Semiahmoo                                                                                                   | Sortie direction nord, entrée direction sud                                                         |
| Whatcom                                                           | Blaine                        | 275,21          | 442,91          | 275                                                                   | SR 543 (en) nord vers Hwy 15 (en) – Pacific Border Crossing (en) (Douanes pour camions)                                          | Sortie direction nord, entrée direction sud                                                         |
| Whatcom                                                           | Blaine                        | 276,26          | 444,60          | 276                                                                   | SR 548 (en) sud (Grandview Road) – Centre-ville de Blaine, Peace Arch State Park (en)                                            | |
| Whatcom                                                           | Blaine                        | 276,62          | 445,18          | Frontière Canada–États-Unis au Poste frontalier de l'Arche de la Paix | Frontière Canada–États-Unis au Poste frontalier de l'Arche de la Paix                                                            | Frontière Canada–États-Unis au Poste frontalier de l'Arche de la Paix                               |
| Whatcom                                                           | Blaine                        | 276,62          | 445,18          | —                                                                     | Hwy 99 nord – Vancouver | Continue en Colombie-Britannique                                                                    |
| - Terminus de multiplex - Accès incomplet - Accès réservé aux HOV |                               |                 |                 |                                                                       | | |

## Autoroutes reliées

### Californie
- Interstate 105
- Interstate 205
- Interstate 405
- Interstate 505
- Interstate 605
- Interstate 805

### Oregon
- Interstate 205
- Interstate 405

### Washington
- Interstate 205
- Interstate 405
- Interstate 705